# Participantes da Segunda Guerra Mundial

Quase todos os países do mundo participaram da Segunda Guerra Mundial, com a exceção de alguns países que permaneceram neutros. A Segunda Guerra Mundial colocou duas alianças umas contra as outras, as Potências do Eixo e as Potências Aliadas. As principais Potências do Eixo eram a Alemanha Nazista, Reino da Itália e o Império do Japão; enquanto o Reino Unido, Estados Unidos, União Soviética e a China eram as "Quatro Grandes" potências aliadas.

## Impacto por país
Os países envolvidos ou afetados pela Segunda Guerra Mundial estão listados aqui em ordem alfabética, com uma descrição de seu papel no conflito.

### Afeganistão
O Reino do Afeganistão manteve sua neutralidade. Não foi invadido nem enviou uma força de invasão para alguma nação estrangeira, e foi relativamente inalterado durante a guerra.

### África Austral (Botswana, Lesoto e Suazilândia)
Os chamados Territórios do Alto Comissariado de Bechuanalândia, Basutolândia e Suazilândia (atual Botswana, Lesoto e Essuatíni) tinham governos autônomos sob a supervisão do Alto Comissariado Britânico para a África Austral. Nativos desses territórios foram recrutados para o Corpo Auxiliar de Pioneiros da África, estabelecido em 1941. Durante o seu serviço, o corpo forneceu apoio logístico crucial ao esforço de guerra dos Aliados durante as campanhas norte-africanas e italianas. Inicialmente um batalhão de trabalho, as funções da AAPC foram gradualmente expandidas para incluir a operação de artilharia antiaérea e outras tarefas de combate. O tratamento desigual dos soldados africanos em comparação com os seus homólogos brancos levou a ressentimentos e inquietação, incluindo motins e tumultos quando o regresso da unidade para casa foi atrasado após o final da guerra.

### África do Sul
Como membro da Commonwealth, a União da África do Sul declarou guerra à Alemanha Nazista pouco depois do Reino Unido, em 6 de setembro de 1939. Três divisões de infantaria sul-africanas e uma divisão blindada lutaram sob os comandos Aliados na Europa e em outros lugares, principalmente na Campanha Norte-Africana e na Campanha da Itália. A maior parte da 2.ª Divisão sul-africana foi feita prisioneira com a queda de Tobruque em 21 de junho de 1942. Sob o Programa de Treinamento Aéreo da Commonwealth, parte do Plano Britânico de Treinamento Aéreo da Commonwealth, a África do Sul treinou 33.347 tripulações para a Força Aérea Real Britânica, Força Aérea Sul-Africana e outras forças aéreas Aliadas. Somente o Canadá treinou mais.

### Albânia

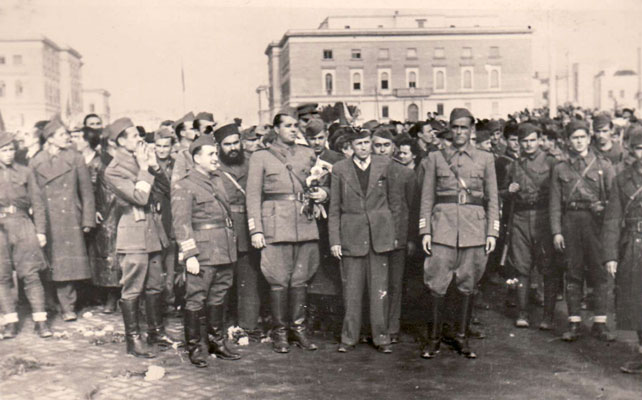
Partidários albaneses, com seu líder Enver Hoxha no centro, após a libertação de Tirana em 17 de novembro de 1944.

Após a Invasão italiana da Albânia em abril de 1939, 100.000 soldados italianos e 11.000 colonos italianos que queriam integrar a Albânia ao Império Italiano se instalaram no país. Inicialmente, o Partido Fascista da Albânia recebeu apoio da população, principalmente por causa da unificação do Kosovo e de outros territórios povoados pelos albaneses com a Albânia, depois da conquista da Iugoslávia e da Grécia pelo Eixo, na primavera de 1941. Benito Mussolini se gabou em maio de 1941 com um grupo de fascistas albaneses de que havia conseguido a Grande Albânia há muito desejada pelos nacionalistas de Tirana. Em 22 de junho de 1941, a Alemanha Nazista lançou a Operação Barbarossa e em 28 de junho a Albânia também declarou guerra à União Soviética.
Em outubro de 1941, pequenos grupos comunistas albaneses estabeleceram o Partido Comunista da Albânia em Tirana de 130 membros sob a liderança de Enver Hoxha. Em meados de 1942, no entanto, os líderes do partido aumentaram sua popularidade chamando jovens para lutar pela libertação de seu país da Itália. Em setembro de 1942, o partido organizou a Frente Nacional Antifascista da Albânia, de vários grupos de resistência, incluindo vários que eram fortemente anticomunistas. Eles montaram um Exército de Libertação Nacional.
A Alemanha ocupou a Albânia em setembro de 1943, lançando para-quedistas em Tirana antes que os guerrilheiros albaneses pudessem tomar a capital e logo levaram os guerrilheiros para as colinas e para o sul. Berlim anunciou posteriormente que reconheceria a independência de uma Albânia neutra e organizaria um governo albanês, policial e militar. Muitas unidades e líderes do Balli Kombëtar colaboraram. Os partidários libertaram inteiramente a Albânia da ocupação alemã em 29 de novembro de 1944. Os partidários albaneses também ajudaram na libertação do Kosovo e partes da Iugoslávia.

### Alemanha Nazista
A Alemanha Nazista, liderada por Adolf Hitler, era a principal Potência do Eixo na Frente da Europa. As forças alemãs instigaram a guerra em setembro de 1939, invadindo a Polônia. A Polônia foi dividida com a União Soviética. A Guerra de Mentira se seguiu e, na primavera de 1940, as forças alemãs invadiram e conquistaram a Dinamarca, Noruega, França, Bélgica, Luxemburgo e os Países Baixos. Tentativas de subjugar o Reino Unido por via aérea no verão de 1940 fracassaram e uma invasão planejada foi cancelada. No verão de 1941, a Alemanha voltou suas forças para o leste, invadindo a União Soviética. A Frente Oriental se tornou a principal frente de guerra dos alemães. A invasão da União Soviética havia sido adiada por campanhas na Grécia e na Iugoslávia, com o objetivo de ajudar as fracas forças italianas. O Afrika Korps foi igualmente despachado para o Deserto Ocidental para ajudar as forças italianas a lutar lá, e as forças alemãs cresceram para todo um grupo do exército. As principais derrotas em Stalingrado, em fevereiro de 1943, e a destruição das forças do Eixo no norte da África em breve são comumente consideradas os pontos de virada da guerra. Forças alemãs lutaram na Sicília, e quando a Itália mudou de lado, as forças alemãs tomaram o poder, lutando contra uma retirada bem-sucedida e desviando as forças aliadas no Noroeste da Europa. Perdas severas em Kursk no verão de 1943 e durante as ofensivas de verão soviéticas de 1944 destruíram o poder de combate alemão, e os desembarques Aliados na Normandia e no sul da França forçaram os alemães a lutar em várias frentes simultaneamente. A rendição das forças alemãs entre 4 de maio e 8 de maio de 1945, assinalou o fim da guerra na Europa.
As forças alemãs eram muito ativas no mar, principalmente através de sua força submarina. A Força Aérea Alemã forneceu apoio tático e logístico efetivo até que a superioridade aérea Aliada foi alcançada em meados de 1944. O uso estratégico do poder aéreo falhou e, apesar do pesado bombardeio aéreo (e, mais tarde, dos foguetes V-1 e V-2) no Reino Unido, não conseguiu resultados duradouros.
Os objetivos de guerra de Adolf Hitler incluíam a destruição dos judeus na Europa e, na Conferência de Wannsee, no início de 1942, foi finalizado um sistema de extermínio que levou ao Holocausto.

#### Áustria
A Áustria se tornou parte integral da Alemanha Nazista em 1938, entre aclamações populares durante o Anschluss. Cerca de 1.2 milhão de austríacos serviram em todos os ramos das forças armadas alemãs durante a Segunda Guerra Mundial. Após a derrota das Potências do Eixo, os Aliados ocuparam a Áustria em quatro zonas de ocupação estabelecidas no final da Segunda Guerra Mundial até 1955, quando o país voltou a ser uma república totalmente independente, sob a condição de permanecer neutra. As quatro zonas de ocupação eram francesas, americanas, britânicas e soviéticas, com Viena também dividida entre as quatro potências. Isso paralelizou a situação na Alemanha do pós-guerra.

### Arábia Saudita
A Arábia Saudita cortou contatos diplomáticos com a Alemanha Nazista em 11 de setembro de 1939 e com o Japão em outubro de 1941. Embora oficialmente neutra, os sauditas forneceram aos Aliados grandes quantidades de petróleo. As relações diplomáticas com os Estados Unidos foram estabelecidas em 1943. O Rei Abdul Aziz Al-Saud era amigo pessoal de Franklin D. Roosevelt. Os americanos foram autorizados a construir uma base da força aérea perto de Dhahran. Em 28 de fevereiro de 1945, a Arábia Saudita declarou guerra à Alemanha e ao Japão, mas nenhuma ação militar resultou da declaração.

### Argélia
Após a Queda da França, a Argélia, juntamente com outras possessões da França na África, estavam sob o controle da Alemanha Nazista e da França de Vichy. Em 8 de novembro de 1942, os Aliados lançaram a primeira grande ofensiva da guerra denominada Operação Tocha.
Forças Aliadas lideradas por Dwight D. Eisenhower desembarcaram nas praias do norte e avançaram para o sul contra um exército de 60.000 tropas da França de Vichy. Os Aliados retomaram o Marrocos junto com a Argélia, estabelecendo a libertação do norte da África.
Durante a guerra, um grande número de muçulmanos e europeus argelinos serviram com o exército francês. As tropas argelinas se destacaram particularmente no Corpo Expedicionário Francês sob o comando do General Juin durante a campanha italiana de 1943 e a invasão aliada do sul da França em 1944.

### Andorra
Tecnicamente, Andorra ainda estava em guerra com a Alemanha Nazista desde a Primeira Guerra Mundial (e continuaria em guerra muito depois da Segunda Guerra Mundial, declarando a paz em 1958) devido a ser deixado de fora do Conferência de Paz de Versalhes. No entanto, Andorra permaneceu politicamente neutra durante a guerra, mas foi utilizada como rota de contrabando de pessoas da França de Vichy e da Espanha alinhada pelo Eixo.

### Antígua e Barbuda
Ver Ilhas Caribenhas.

### Argentina
Durante o período da Segunda Guerra Mundial, a Argentina foi governada por uma coalizão de conservadores, radicais e socialistas independentes (espanhol: La Concordancia, ou seja, Concordância) até 1943 e, em seguida, por um governo militar de fato. Apesar da simpatia do governo da Concordância pela Grã-Bretanha, a tradição política do país fez prevalecer os sentimentos neutralistas. Muitos argentinos viam a guerra como uma fonte potencial de benefício econômico ao exportar para ambos os lados. O governo militar de Edelmiro Julián Farrell finalmente cedeu à pressão internacional, e a Argentina se juntou a outros países da América Latina e declarou guerra à Alemanha Nazista e ao Japão, um mês antes do fim da guerra na Europa em 27 de março de 1945.
Mais de 750 voluntários argentinos lutaram nas forças aéreas britânicas, sul-africanas e canadenses. O Esquadrão N.º 164 (argentino-britânico) da RAF atuou no norte da França e na Bélgica. Quase 4.000 voluntários argentinos lutaram no lado Aliado.

### Armênia
A Armênia fazia parte da União Soviética durante a Segunda Guerra Mundial. Então, veja a seção deste artigo sobre a União Soviética em geral, e sua subseção sobre a República Socialista Soviética da Armênia em particular.

### Austrália

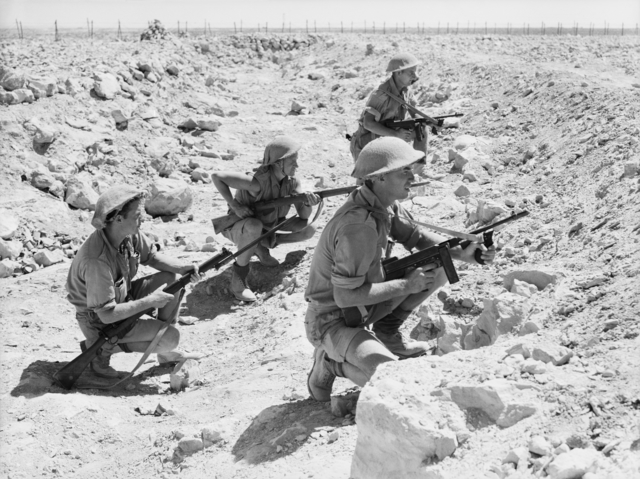
Tropas australianas das Forças Britânicas da Commonwealth ocupam uma trincheira na linha de frente durante o Cerco de Tobruque; Campanha Norte-Africana, agosto de 1941

A Austrália foi um dos primeiros países a anunciar que estava em guerra com a Alemanha Nazista, em 3 de setembro de 1939. O primeiro-ministro, Robert Menzies, considerou que a declaração britânica vinculava legalmente a Austrália e anunciou um estado de guerra entre Austrália e Alemanha como consequência direta da declaração britânica.
Mais de um milhão de homens australianos serviram na guerra de uma população total de cerca de sete milhões. Embora estivesse mal preparado para a guerra, o governo australiano logo enviou esquadrões e pessoal para servir na Força Aérea Real Britânica. A Marinha Real Australiana iniciou operações contra a Itália em junho de 1940. Mais tarde, naquele ano, o Exército Australiano entrou na Campanha Norte-Africana e lutaram na Grécia. Submarinos alemães e navios invasores operavam em águas australianas durante a guerra. Após o início das hostilidades com o Japão no final de 1941, aviões japoneses lançaram um ataque a Darwin em fevereiro, e ataques aéreos menores na Austrália, de 1942 a 1943.
Durante o restante da guerra, o esforço de guerra australiano se concentrou no sudeste da Ásia e na região sudoeste do Pacífico: Estiveram envolvidos desde janeiro de 1942 na Malásia, Índias Orientais Neerlandesas e no território australiano da Nova Guiné. Em meados de 1942, tropas de milícia combateram a Campanha da Trilha de Kokoda, e a Campanha da Nova Guiné passou a ocupar a atenção da maioria das forças armadas australianas até 1945.

### Áustria
A Áustria fazia parte da Alemanha Nazista durante a Segunda Guerra Mundial. Então, veja a seção deste artigo sobre a Alemanha em geral, e sua subseção sobre a Áustria em particular.

### Azerbaijão
O Azerbaijão fazia parte da União Soviética durante a Segunda Guerra Mundial. Então, veja a seção deste artigo sobre a União Soviética em geral, e sua subseção sobre a República Socialista Soviética do Azerbaijão em particular.

### Bahamas
O duque de Windsor, o ex-rei Eduardo VIII, foi instalado como governador das Bahamas em agosto de 1940. Acredita-se amplamente que o duque e a duquesa simpatizavam com o fascismo antes e durante a guerra e foram transferidos para as Bahamas para minimizar suas oportunidades de agir com base nesses sentimentos. O duque foi elogiado por seus esforços para combater a pobreza nas ilhas, embora fosse tão desdenhoso com os bahamenses quanto era da maioria dos povos não brancos do Império. Ele também foi elogiado por sua resolução da agitação civil por baixos salários em Nassau em junho de 1942, quando houve um "distúrbio em grande escala", embora ele culpasse os "malfeitores comunistas" e "homens da Europa central judaica", que tinha garantido empregos como um pretexto para obter um adiamento". O duque renunciou ao cargo em 16 de março de 1945. Em abril de 1942, o Reino Unido solicitou ao Canadá que fornecesse apoio militar à Nassau, em parte para proteger o duque. A companhia número 33 da Guarda dos Veteranos do Canadá chegou em junho. Eles foram dispensados em 1943 pela companhia The Pictou Highlanders. A guarnição canadense deixou Nassau em 1946.
Ver Ilhas Caribenhas.

### Bahrain
O xeque do Bahrein declarou guerra à Alemanha Nazista em 10 de setembro de 1939. Em 19 de outubro de 1940, quatro aviões italianos bombardearam o Bahrein para destruir as refinarias de petróleo que abasteciam os Aliados. O ataque causou danos mínimos às refinarias de petróleo, mas fez com que os Aliados aumentassem a defesa em torno do Bahrein.

### Bangladesh

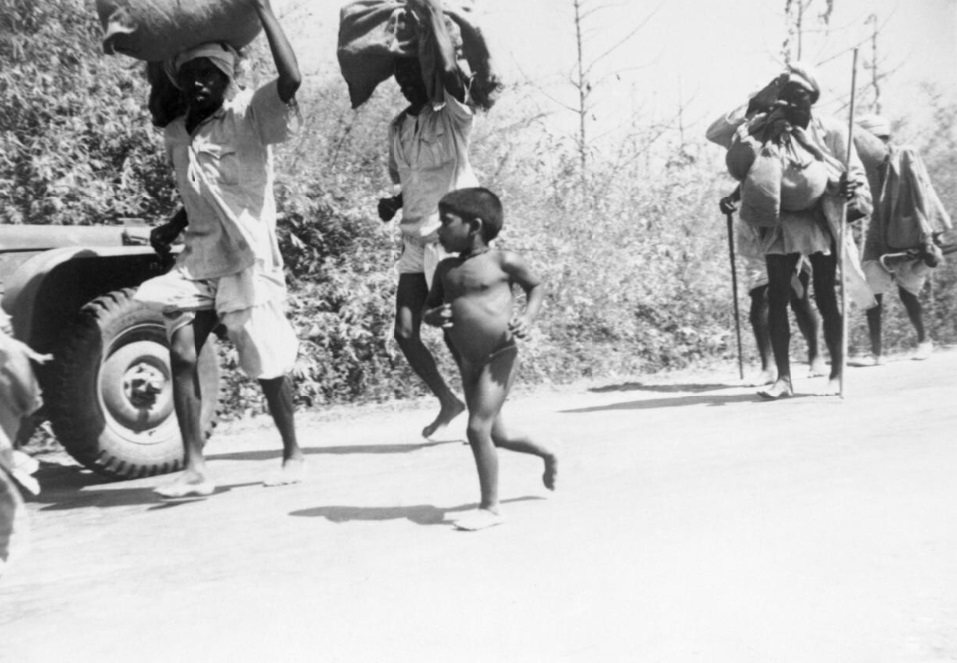
Os refugiados indianos fogem da Birmânia ao longo da estrada Prome de Rangoon para Mandalay e, finalmente, para a Índia, em janeiro de 1942.

Bangladesh fazia parte da Índia durante a Segunda Guerra Mundial. A região de Bengala sofreu a fome de Bengala de 1943, uma grande fome na presidência de Bengala na Índia Britânica durante a Segunda Guerra Mundial. A queda da Birmânia trouxe a Bengala para perto da frente de guerra; o impacto da guerra caiu mais fortemente em Bengala do que em outras partes da índia. Estima-se que 2.1 a 3 milhões, de uma população de 60.3 milhões, morreram de fome, malária e outras doenças agravadas pela desnutrição, deslocamento da população, condições insalubres e falta de cuidados de saúde. Milhões de pessoas empobreceram à medida que a crise sobrecarregava grandes segmentos da economia e do tecido social. Os historiadores têm frequentemente caracterizado a fome como "provocada pelo homem", afirmando que as políticas coloniais de guerra criaram e depois exacerbaram a crise.

### Bielorrússia
A Bielorrússia fazia parte da União Soviética durante a Segunda Guerra Mundial. Então, veja a seção deste artigo sobre a União Soviética em geral, e sua subseção sobre a República Socialista Soviética da Bielorrússia em particular.

### Bélgica

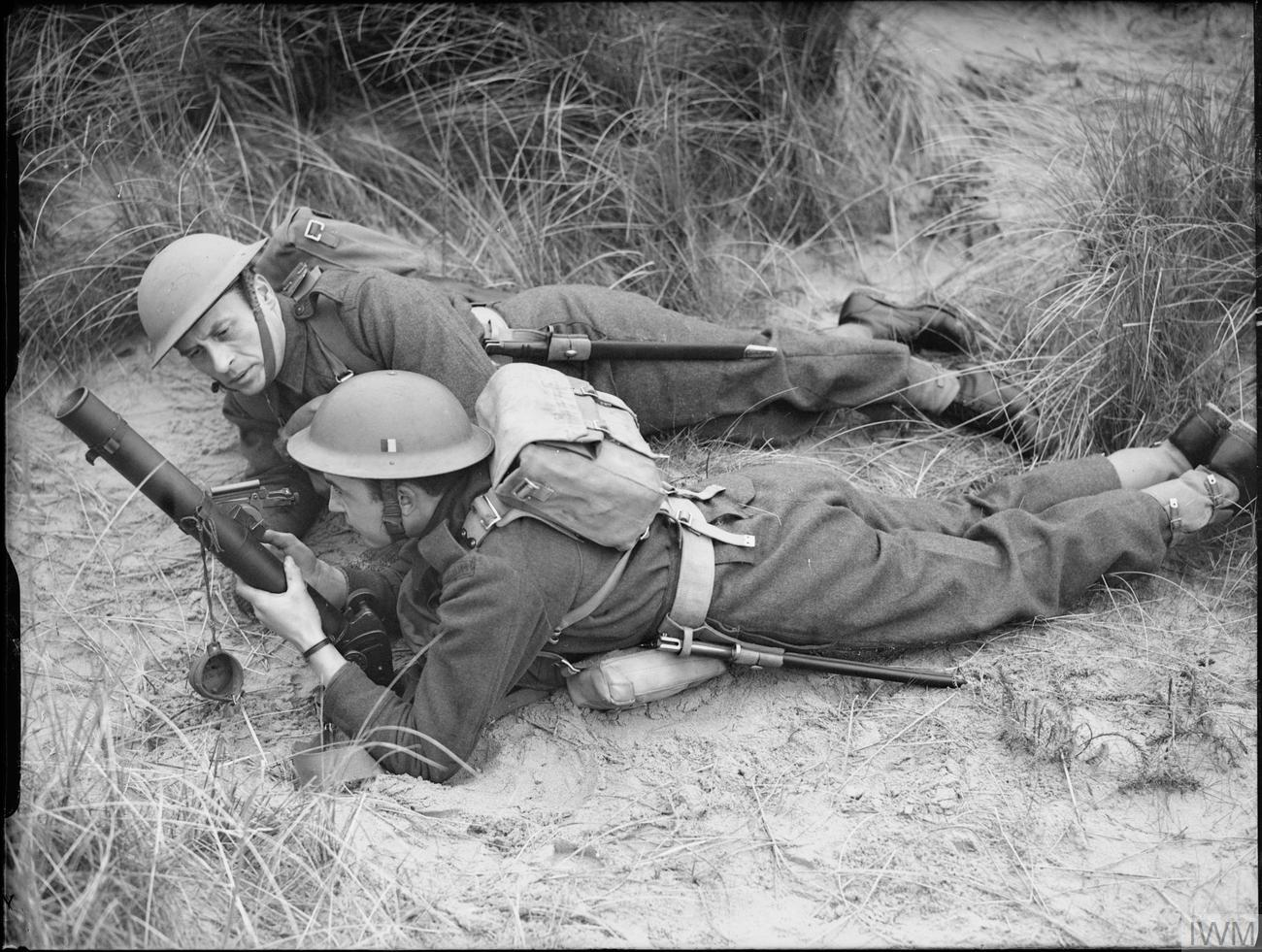
Forças Belgas Livres em treinamento na Inglaterra, 1942

A Bélgica declarou sua intenção de permanecer neutra em caso de guerra na condução do conflito. Em maio de 1940, a Alemanha Nazista lançou um ataque surpresa durante a invasão mais ampla da França e, embora as forças belgas resistissem à invasão alemã por 18 dias, em 28 de maio de 1940, o exército belga e seu comandante, o Rei Leopoldo III, se renderam oficialmente. O Rei e grande parte de seu exército foram encarcerados e ficaram presos pelo resto da guerra.
O governo eleito partiu para a França e depois para a Inglaterra, onde estabeleceu um governo no exílio baseado em Londres e no exército belga livre. O próprio país foi colocado sob ocupação militar alemã, oposta pela resistência, que durou até sua liberação após setembro de 1944. Durante o curso da ocupação, cerca de 25.000 judeus belgas foram mortos.

#### Império Colonial Belga
O Império Colonial Belga, notadamente o Congo Belga, permaneceu fiel aos Aliados apesar da rendição e desempenhou um importante papel como um ativo econômico, produzindo grandes quantidades de matérias-primas importantes. Tropas congolesas também lutaram contra os italianos na África Oriental.

### Benin
Ver África Ocidental Francesa.

### Bolívia
A Bolívia foi um dos muitos países da América Latina a declarar guerra à Alemanha Nazista no final da guerra, se juntando aos Aliados em 7 de abril de 1943. Foi um dos dois países a declarar guerra em 1943, sendo o outro a Colômbia. Pouco depois da guerra ter sido declarada, o presidente da Bolívia, Enrique Peñaranda, foi derrubado em um golpe. O novo governante, Gualberto Villarroel, tinha inclinações fascistas e anti-semitas, mas a pressão estrangeira o obrigou a permanecer em paz e a reprimir seus partidários pró-nazistas mais extremos. As minas bolivianas forneciam estanho necessário aos Aliados, mas sem litoral, o país não enviava tropas ou aviões de guerra para o exterior.

### Bósnia e Herzegovina
A Bósnia e Herzegovina fazia parte da Iugoslávia durante a Segunda Guerra Mundial. Então, veja a seção deste artigo sobre a Iugoslávia.

### Brasil

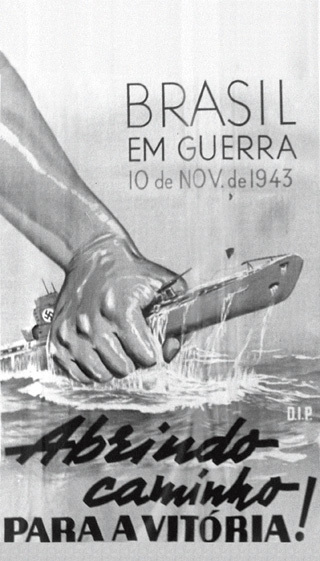
Cartaz brasileiro anunciando declaração de guerra, 10 de novembro de 1943

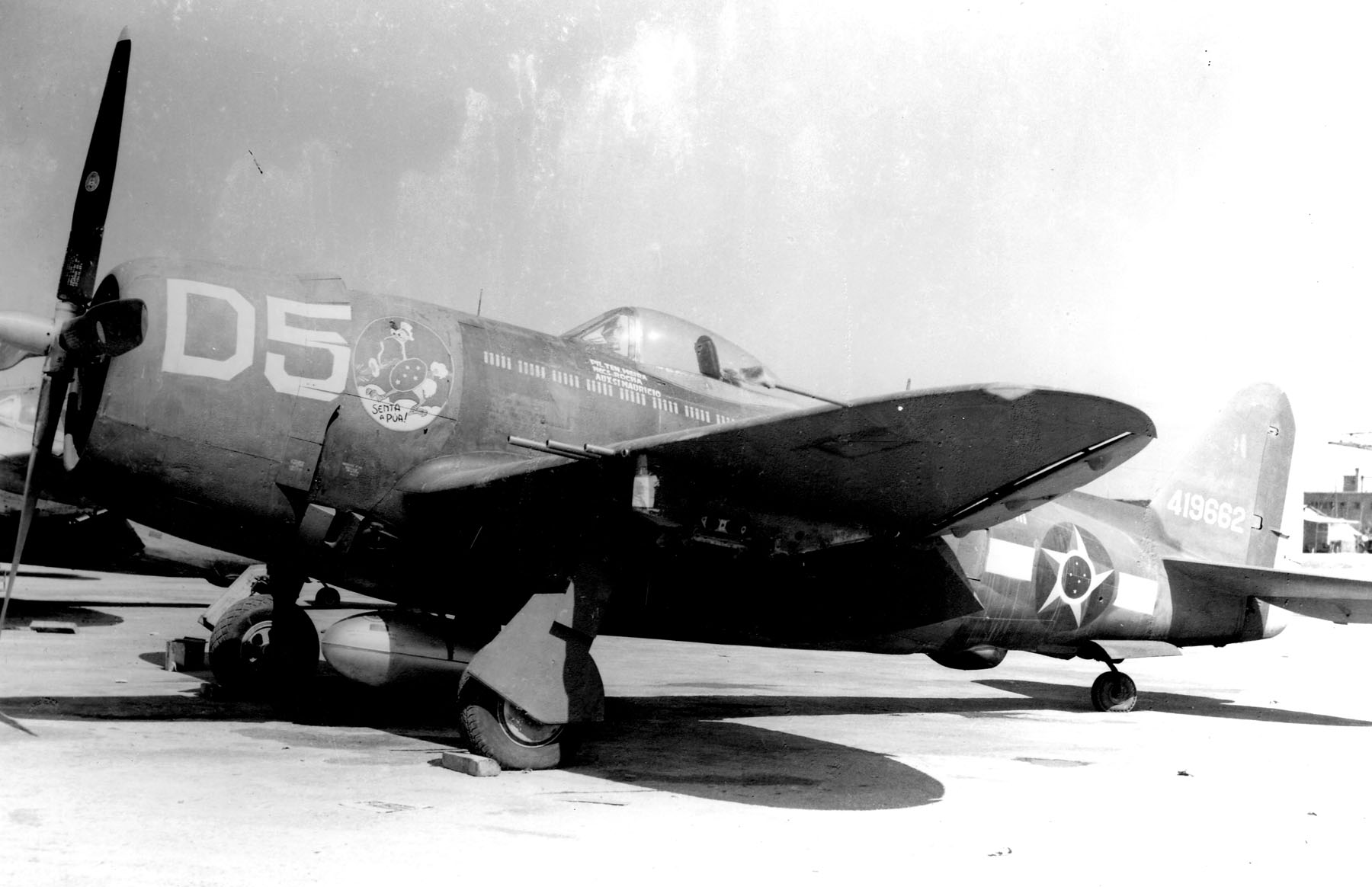
P-47 com o símbolo "Senta a Pua!" emblema como arte do nariz junto com a insígnia nacional do Brasil

O Brasil estava sob seu segundo regime militar civil liderada por Getúlio Vargas, mantendo sua neutralidade oficial até 1941, quando permitiu que as forças dos Estados Unidos usassem bases para patrulhar o Atlântico Sul. Os Estados Unidos construíram várias pistas de pouso em solo brasileiro com o entendimento de que logo após o fim da guerra, eles seriam entregues ao Brasil. Em seguida do ataque japonês a Pearl Harbor e das declarações de guerra da Alemanha Nazista e da Itália Fascista contra os Estados Unidos, em janeiro de 1942, na 9.ª Conferência Pan-Americana realizada no Rio de Janeiro, o Brasil ajudou a influenciar outros países americanos a cortar relações diplomáticas com as Potências do Eixo. Em retaliação, a Alemanha e a Itália estenderam sua guerra submarina contra eles. Na primeira metade de 1942, os submarinos do Eixo afundaram os navios mercantes brasileiros e as forças navais brasileiras perseguiram e atacaram esses submarinos. Quando sete navios mercantes foram afundados pelo submarino alemão U-507, Getúlio Vargas decidiu oficializar o estado de guerra contra a Alemanha e a Itália.
O Nordeste do Brasil hospedou em Natal a maior base aérea americana isolada fora de seu próprio território, e em Recife, a 4.ª Sede da Frota dos Estados Unidos, sob o comando do Almirante Ingram. A base aérea de Natal deu apoio à Campanha Norte-Africana e uma rota para os aviões da Forças Aéreas do Exército dos Estados Unidos voarem para a Índia e a China.
As forças navais brasileiras na Batalha do Atlântico ajudaram a Marinha dos Estados Unidos e a Marinha Real Britânica a patrulhar o Atlântico Sul e Central, combatendo os U-Boots e invasores do Eixo. Em 1943, as forças navais Aliadas afundaram a maioria dos submarinos do Eixo que estavam ativos no oeste do Atlântico Sul, entre eles o U-199. Após esta intensa campanha, o Atlântico Sul se tornou uma batalha perdida para a Alemanha.
Depois de dois anos de preparação, uma Divisão de Infantaria completa (cerca de 25.000 soldados, chamada de Força Expedicionária Brasileira foi enviada em julho de 1944 para lutar na Campanha da Itália. Eles lutaram nas duas últimas etapas da Campanha da Itália: o lento colapso da Linha Gótica e a ofensiva final dos Aliados naquela frente.

### Bornéu Britânico
Bornéu foi dividido em cinco territórios: quatro no norte sob administração britânica, Sarawak, Brunei, Labuan (ilha) e o Bornéu do Norte Britânico (atual Sabá); e o restante e a maior parte da ilha ao sul sob a administração das Índias Orientais Neerlandesas (atual Indonésia).
O plano de invasão japonesa exigia que os territórios britânicos fossem levados e mantidos pelo Exército Imperial Japonês e pelo território do sul dos Países Baixos, para serem levados e mantidos pela Marinha Imperial Japonesa. Em 8 de dezembro de 1941, o governo de Brooke instruiu que os campos petrolíferos de Miri e Seria e a refinaria de Lutong fossem rapidamente demolidos. Na madrugada de 16 de dezembro, duas unidades de desembarque japonesas garantiram Miri e Seria com pouca resistência das forças britânicas. Algumas horas depois, Lutong foi capturado.

### Bulgária
A Bulgária foi aliada da Alemanha Nazista, assinando o Pacto Tripartite em 1 de março de 1941, sendo sua principal contribuição o direito de trânsito para unidades alemãs envolvidas contra a Iugoslávia e a Grécia. A Bulgária ocupou partes da Grécia e da Iugoslávia para recriar os limites fronteiriços do século XIX da Grande Bulgária, mas não participou da invasão da União Soviética.
Depois do Golpe de Estado na Bulgária em 1944, dominado pelos comunistas, de 9 de setembro, e da chegada simultânea de tropas soviéticas, o governo búlgaro declarou guerra à Alemanha. Exércitos búlgaros atacaram as posições alemãs na Iugoslávia. Um armistício foi assinado com os Aliados em Moscou em 28 de outubro de 1944. Depois que os nazistas fugiram do território iugoslavo, o exército búlgaro continuou sua ofensiva na Hungria e na Áustria, sob o comando do general Vladimir Stoychev. Suportou a ofensiva da Wehrmacht no rio Drava. A participação da Bulgária na Segunda Guerra Mundial terminou quando seus soldados se encontraram com as tropas britânicas em Klagenfurt, na Áustria, em maio de 1945.

### Burkina Faso
Ver África Ocidental Francesa.

### Butão
Embora o Butão estivesse sob suserania britânica, permaneceu independente; e sob o reinado de Jigme Wangchuck, o reino continuou a manter um isolamento quase total do mundo exterior, com relações limitadas com a Índia britânica. Apesar de sua política de neutralidade, com a eclosão da guerra, o rei enviou ao governo da Índia um presente de 100.000 rúpias como gesto de amizade.

### Camboja
Ver Invasão japonesa da Indochina Francesa.

### Camarões
Ver África Equatorial Francesa.

### Canadá

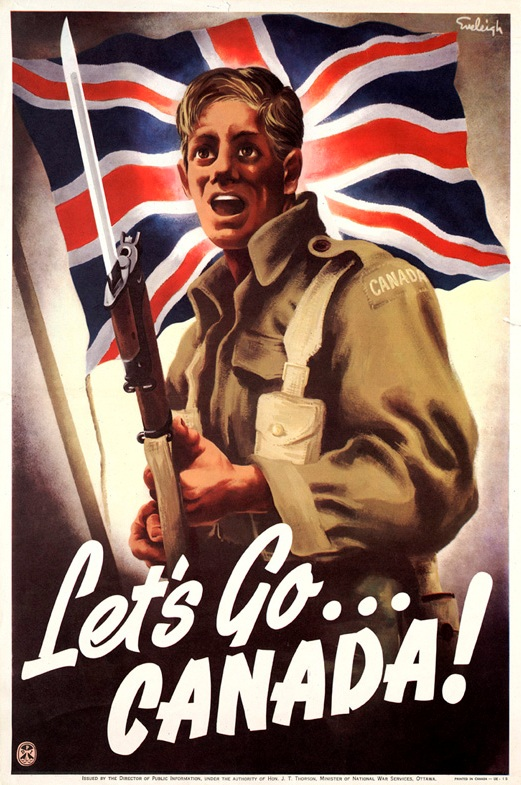

Na época da Segunda Guerra Mundial, Terra Nova, incluindo Labrador, não faziam parte do Canadá. Ver Seção Terra Nova.
Em 10 de setembro de 1939, o Canadá também declarou guerra à Alemanha Nazista, a primeira declaração independente de guerra do país e o início da participação do Canadá no maior esforço nacional combinado de sua história. As Forças Armadas do Canadá estavam ativas em todos as frentes da guerra, embora a maioria das batalhas ocorresse na Itália, noroeste da Europa, e no Atlântico Norte.
Ao longo da guerra, 1,1 milhões de canadenses serviram no Exército, Marinha e Força Aérea. Destes, mais de 45.000 perderam a vida e outros 54.000 ficaram feridos. O custo financeiro foi de C$21.786.077.519,13, entre os anos fiscais de 1939 e 1950. No final da guerra, o Canadá tinha a quarta maior força aérea do mundo, e a terceira maior marinha do mundo. Além disso, a Marinha Mercante do Canadá completou mais de 25.000 viagens através do Atlântico. Muitos pilotos Aliados treinaram no Canadá durante a guerra. Os canadenses também serviram nas forças armadas de vários países Aliados.
Forças canadenses implantadas no Reino Unido em 1939. Um corpo de exército lutou na campanha italiana enquanto o outro lutou no Noroeste da Europa, começando com os Desembarques da Normandia em 6 de junho de 1944. O Primeiro Exército Canadense terminou a guerra em solo alemão com cinco divisões canadenses e uma série de formações Aliadas sob comando direto.
Durante a guerra o Canadá foi alvo de ataques diretos quando os U-boots alemães penetraram em suas águas costeiras e participaram da Batalha do São Lourenço. Foi o primeiro ataque em solo canadense desde as Invasões Feniana. Um submarino japonês solitário também surgiu e bombardeou um farol em Estevan Point, na Colúmbia Britânica, apesar de não causar danos.
A guerra teve efeitos culturais, políticos e econômicos significativos no Canadá, incluindo a crise do recrutamento. No entanto, o esforço de guerra não apenas fortaleceu a economia canadense, mas estabeleceu o Canadá como um ator importante no cenário mundial.

### Cazaquistão
O Cazaquistão fazia parte da União Soviética durante a Segunda Guerra Mundial. Então, veja a seção deste artigo sobre a União Soviética.

### Ceilão (Sri Lanka)
O Ceilão (atualmente conhecido como Sri Lanka), foi uma colônia britânica e uma grande base naval Aliada. Em 5 de abril de 1942, mais de 300 aviões embarcados de porta-aviões japoneses bombardearam a ilha. Winston Churchill chamou isso de "o momento mais perigoso" da Segunda Guerra Mundial, porque os japoneses queriam replicar o grande sucesso do ataque a Pearl Harbor. Navios britânicos, no entanto, foram transferidos para o Atol de Addu, Ilhas Maldivas. No entanto, os britânicos perderam um porta-aviões, dois cruzadores e dois contratorpedeiros, enquanto os esquadrões da Força Aérea Real Britânica no Ceilão sofreram graves perdas.
O Regimento de Artilharia da Guarnição do Ceilão estava estacionado na Ilha Horsburgh, nas Ilhas Cocos, para defendê-lo do ataque japonês. No entanto, o regimento se amotinou na noite de 8 de maio de 1942, com a intenção de entregar as ilhas aos japoneses. O motim foi suprimido e três dos soldados do Ceilão foram executados.
Após o Motim das Ilhas Cocos, nenhuma unidade de combate do Ceilão foi desdobrada em combate na linha de frente, embora tropas do Corpo de Transporte tenham sido usadas em áreas de retaguarda no Oriente Médio. As defesas do Sri Lanka foram reforçadas até três divisões do Exército Aliado porque a ilha era estrategicamente importante, como produtora de borracha. Os cingalês na Malásia ocupada pelos japoneses e Singapura foram recrutados pelos japoneses para o Regimento Lanka do Exército Nacional Indiano, para lutar contra os Aliados. Eles nunca realmente viram ação.

### Chade
Ver África Equatorial Francesa.

### Checoslováquia
A Checoslováquia foi desmembrada pela Alemanha Nazista, começando com o Acordo de Munique de Neville Chamberlain com Adolf Hitler em 1938 e com o Prêmio Alemão-Italiano de Viena (1938 e 1940). A parte checa (ocidental) do país se tornou o Protetorado da Boêmia e Morávia sob o governo do presidente Emil Hácha, a recém-separada República Eslovaca, um regime fantoche dependente dos nazistas, liderado pelo padre católico Jozef Tiso foi estabelecido na Eslováquia. Parte do sul da Eslováquia e Rutênia foram anexadas pela Hungria. Zaolzie foi anexada pela Polônia e anexada pelos alemães 11 meses depois.
A partir de 1940, um governo no exílio em Londres sob o governo do ex-presidente da Checoslováquia Edvard Beneš foi reconhecida como uma potencia Aliada. Em abril de 1945, o Exército Vermelho derrotou os alemães e derrubou o governo de Tiso.

#### República Eslovaca (Eslováquia)
A recém-separada República Eslovaca, liderada por Jozef Tiso, foi estabelecida na Eslováquia. Parte do sul da Eslováquia e toda a Rutênia (o antigo extremo leste da Checoslováquia) foi anexada pela Hungria. Zaolzie foi anexada pela Polônia, e anexada pelos alemães 11 meses depois, e retornada à Checoslováquia em 1945 pela União Soviética. A Revolta Nacional Eslovaca, iniciada em agosto de 1944, foi suprimida pelas forças alemãs no final de outubro; partidários, no entanto, continuaram lutando nas montanhas até o fim da guerra. Em abril de 1945, o Exército Vermelho derrotou os alemães e derrubou o governo de Tiso, anexando a Rutênia dos Cárpatos à União Soviética.

### Chile
Inicialmente, o Chile optou por permanecer neutro na guerra, tendo estreitas relações comerciais com a Alemanha Nazista. Mais tarde na guerra, no entanto, o Chile se distanciou das Potências do Eixo, e o governo chileno tomou medidas para demitir oficiais militares pro-alemães. Uma tentativa de golpe apoiado pelos nazistas em setembro de 1938, virou a maioria da população chilena contra a comunidade alemã no Chile. As relações com os países do Eixo foram quebradas e a guerra foi declarada em 1943. Durante toda a guerra, o Chile posicionou navios da Marinha em torno de seu território na Ilha de Páscoa para protegê-lo de um possível ataque japonês contra a América do Sul, e a presença militar foi fortalecida nos portos vitais de Antofagasta, Valparaíso e Puerto Montt. De 1943 a 1945, o campo de prisioneiros chileno de Pisagua se tornou local de internamento em tempo de guerra para cidadãos de nações inimigas quando o Chile entrou na Segunda Guerra Mundial do lado Aliado.

### China

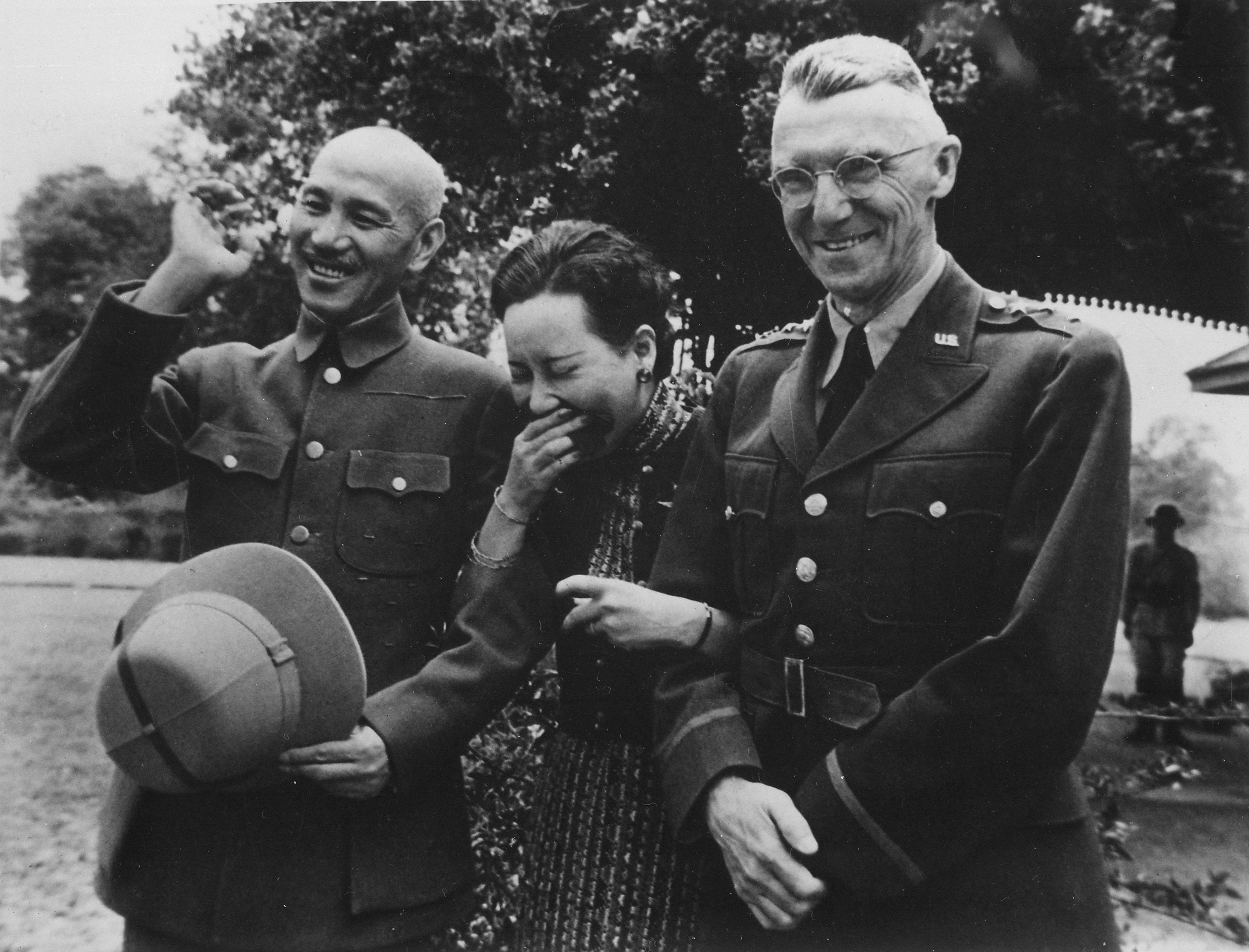
Generalíssimo Chiang Kai-shek e sua esposa Madame Chiang com o tenente-general Joseph Stilwell em 1942, Birmânia.

A China vinha combatendo o Japão de forma intermitente desde o Incidente de Mukden em 1931, quando o Japão anexou a Manchúria. Em 7 de julho de 1937, o Incidente da Ponte Marco Polo levou os dois países a uma guerra em grande escala. Com isso e um conflito civil entre o Kuomintang (Partido Nacionalista Chinês) e o Partido Comunista da China, a atenção total do Governo Nacionalista Chinês estava dentro de suas fronteiras. No entanto, o generalíssimo Chiang Kai-shek ainda conseguiu enviar tropas para ajuda os britânicos na Birmânia, no início de 1942. Mais de 1.5 milhão de militares japoneses foram alocados na China, com perdas estimadas em 1.1 a 1.9 milhão. No início da guerra, o Exército Chinês tinha 2,6 milhões de soldados; no final da guerra, havia crescido para 5.7 milhões (excluindo soldados comunistas).
A guerra resfriou as antigas relações da China com a Alemanha Nazista (ver Cooperação Sino-Germânica), e após o ataque japonês a Pearl Harbor, a China formalmente se juntou aos Aliados e declarou guerra à Alemanha em 9 de dezembro de 1941.
Muitos dos centros urbanos da China, recursos industriais e regiões costeiras foram ocupados pelo Japão durante a maior parte da guerra. A China sofreu um grande número de mortos na guerra, tanto militar quanto civil. O Exército Nacionalista Chinês sofreu cerca de 3.2 milhões de baixas e 17 milhões de civis morreram no fogo cruzado. Depois da guerra, a China ganhou um dos assentos permanentes no Conselho de Segurança das Nações Unidas.
Após o fim da guerra, a Guerra Civil Chinesa foi retomada entre os Nacionalistas e os Comunistas. O governo nacionalista foi derrotado pelos comunistas em 1949 e recuou para Taiwan, enquanto a República Popular da China comunista foi estabelecida no continente.

### Chipre
O Regimento de Chipre foi fundado em 12 de abril de 1940 e fez parte da estrutura do Exército Britânico. Foi principalmente voluntários cipriotas gregos e turcos de Chipre, mas também incluiu outras nacionalidades da Commonwealth. Cerca de 30.000 cipriotas serviram no Regimento. Incluía as Companhias de Transporte de Infantaria, Mecânica, Transporte e Empacotamento. Os condutores de mulas cipriotas foram as primeiras tropas coloniais enviadas para a Frente Ocidental. Eles serviram na França, Etiópia e Itália carregando equipamentos para áreas inacessíveis a veículos. O Regimento serviu em Dunquerque, na Campanha Grega (Batalha da Grécia), Norte da África (Operação Compasso), França, Oriente Médio e Itália. Nos anos do pós-guerra e antes de sua dissolução, o Regimento serviu no Chipre e no Oriente Médio, incluindo a Palestina em 1945-1948. O Regimento foi dissolvido em 31 de março de 1950.

### Colômbia
Após o ataque a Pearl Harbor, a Colômbia rompeu relações diplomáticas com as Potências do Eixo. A Colômbia forneceu aos Aliados produtos petrolíferos. Em 1943, o submarino alemão U-505 destruiu uma escuna colombiana, o que levou a Colômbia a declarar um "status de beligerância" contra a Alemanha Nazista em 26 de novembro de 1943.
O embaixador alemão deixou o país e medidas de controle foram implementadas, incluindo o internamento de cidadãos alemães em áreas designadas. Fotografias e aviões de reconhecimento pertencentes à empresa colombiano-alemã SCADTA, que costumava tirar fotos aéreas de cidades colombianas e alemãs, também foram entregues aos Estados Unidos.

### Comores
Ver História de Comores#Domínio colonial.

### Coreia
A Coreia estava sob domínio japonês como parte da expansão imperialista de 50 anos do Japão (22 de agosto de 1910 a 15 de agosto de 1945). Formalmente, o domínio japonês terminou em 2 de setembro de 1945 após a derrota japonesa na Segunda Guerra Mundial em 1945.
Os movimentos de independência durante a era colonial incluíram o Movimento Primeiro de Março. Os coreanos criaram um governo formal e oficial para se preparar para a independência. A Carta Provisória da Coreia foi declarada em 11 de abril de 1919, cerca de um mês após o Movimento Primeiro de Março. Dois dias depois, o Governo Provisório da República da Coreia foi estabelecido. Eles criaram o Exército de Libertação da Coreia em 17 de setembro de 1940 e declararam guerra contra o Japão em 10 de dezembro de 1941.
O Exército de Libertação da Coreia não conseguiu iniciar a Operação Eagle, um plano para libertar a península coreana, atacando primeiro a região da capital (Seul e Incheon), em 18 de agosto de 1945. O Escritório de Serviços Estratégicos dos Estados Unidos também prometeu ajudar o Exército de Libertação da Coreia com aviões de guerra, submarinos e tropas aerotransportadas durante a operação. No entanto, o plano falhou devido à rendição antecipada do Japão em 15 de agosto de 1945. O Governo Provisório também enfrentou pesadas oposições contra o governo militar dos Estados Unidos na Coreia após a Segunda Guerra Mundial. O governo da República da Coreia foi estabelecido em 15 de agosto de 1948 e o Governo Provisório foi oficialmente dissolvido.
Durante a Segunda Guerra Mundial, mais de 100.000 Coreanos foram obrigatoriamente recrutados para o Exército Imperial Japonês.
Após a rendição do Japão às forças Aliadas em 15 de agosto de 1945, a Coreia foi ocupada conjuntamente pelas forças soviéticas e americanas, com desacordos políticos que levaram à separação da península em duas nações independentes. Isso eventualmente se transformou na Guerra da Coreia.

### Coreia do Norte
Ver Coreia, que incluiu a Coreia do Norte e a Coreia do Sul na época.

### Coreia do Sul
Ver Coreia, que incluiu a Coreia do Norte e a Coreia do Sul na época.

### Costa do Marfim
Ver África Ocidental Francesa.

### Costa do Ouro (Gana)
Tropas coloniais da Colônia da Costa do Ouro desempenharam um papel importante na Campanha da África Oriental, particularmente no ataque à Etiópia controlada pelos italianos. Acra, a capital, hospedou aeronaves aliadas enquanto voavam entre os Estados Unidos, Europa e o Pacífico. A Costa do Ouro também se beneficiou financeiramente da guerra. Em 1945, o aumento dos gastos do governo britânico e a introdução de um imposto de renda levaram a uma expansão da receita local. A guerra mudou a demografia da colônia, concentrando trabalhadores em algumas grandes cidades. O governo colonial lançou um programa para lidar com a escassez de moradias construindo com material de construção local barato, porém robusto (um terremoto em 1939 havia danificado infraestruturas em muitas cidades).

### Costa Rica
A Costa Rica se juntou aos Aliados em 8 de dezembro de 1941. A administração esquerdista do presidente Rafael Ángel Calderón Guardia era hostil ao nazismo e introduziu numerosas medidas para diminuir a influência alemã no país. A Costa Rica declarou guerra ao Japão no dia seguinte ao ataque a Pearl Harbor, e à Alemanha Nazista e Itália pouco depois.

### Croácia
A Croácia fazia parte da Iugoslávia durante a Segunda Guerra Mundial. Então, veja a seção deste artigo sobre a Iugoslávia em geral, e sua subseção sobre a Croácia em particular.

### Cuba
Cuba se juntou aos Aliados em 8 de dezembro de 1941, quando declarou guerra ao Japão. Em 11 de dezembro, também declarou guerra à Alemanha Nazista e à Itália. A estação naval dos Estados Unidos na Baía de Guantánamo serviu como uma base importante para proteger os navios Aliados no Caribe, e em 15 de maio de 1943, um navio de guerra cubano afundou o submarino alemão U-176 em águas perto de Havana. Cuba começou a planejar um programa de recrutamento para contribuir com tropas, mas isso não se concretizou até o final da guerra.

### Dinamarca
A Dinamarca permaneceu oficialmente neutra desde o início da guerra. A Alemanha Nazista invadiu sem declaração de guerra como parte da Operação Weserübung em 9 de abril de 1940, e dominou a Dinamarca em poucas horas de luta.
Em 10 de maio de 1940, os britânicos invadiram as ilhas dinamarquesas da Islândia e as Ilhas Feroe. Os Estados Unidos ocuparam a Groenlândia, uma posição posteriormente apoiada pelo enviado dinamarquês à Washington, Henrik Kauffmann. A Islândia, que mais tarde foi transferida do controle britânico para o controle americano, declarou a independência em 1944.
O governo dinamarquês permaneceu no poder em Copenhague até 1943 e assinou o Pacto Anticomintern. Em 29 de agosto de 1943, o governo renunciou e se dissolveu, como resposta às demandas alemãs por mais concessões. A Dinamarca estava agora sob ocupação militar alemã. Os assuntos civis foram tratados pelo general da SS Werner Best.
Em 4 de maio de 1945, as forças alemãs na Dinamarca se renderam ao Exército Britânico. Como o comandante alemão de Boríngia se recusou a se render à União Soviética, duas cidades locais foram bombardeadas e a guarnição foi obrigada a se render. Boríngia permaneceu sob controle soviético até 1946.

### Djibouti
Ver Campanha da África Oriental (Segunda Guerra Mundial).

### El Salvador
| |  |  |
| Esquerda: José Castellanos Contreras ajudou a salvar milhares de judeus e europeus centrais, lhes fornecendo documentos falsos de cidadania salvadorenha. Direita: O Brasão de armas de El Salvador foi carimbado nos certificados e foi um símbolo eficaz que ajudou a salvar quem o obteve. |  |  |

José Castellanos Contreras foi um coronel e diplomata do exército salvadorenho que, enquanto trabalhava como Cônsul Geral em El Salvador em Genebra durante a Segunda Guerra Mundial, e em conjunto com um empresário judeu-húngaro chamado György Mandl, ajudou a salvar mais de 40.000 judeus e europeus centrais dos nazistas. perseguição, fornecendo-lhes documentos falsos da nacionalidade salvadorenha. De 1931 a 1944, El Salvador foi governado por Maximiliano Hernández Martínez, um admirador de Adolf Hitler e Benito Mussolini. No entanto, o ditador declarou guerra contra o Japão em 8 de dezembro de 1941 e a Alemanha Nazista em 12 de dezembro de 1941 logo após o ataque a Pearl Harbor, devido aos fortes laços econômicos de El Salvador com os Estados Unidos. Hernández retirou os alemães do governo e internou cidadãos japoneses, alemães e italianos. A Segunda Guerra Mundial fez os salvadorenhos cansados de sua ditadura, e uma greve geral nacional em 1944 que forçou Hernández a renunciar e fugir para a Guatemala, ele foi posteriormente morto em Honduras por um cidadão salvadorenho vingativo.

### Egito
A Grã-Bretanha reconheceu unilateralmente a independência do Egito em 1922, mas continuou a ocupar o país militarmente e a dominar seus assuntos políticos e econômicos. Pelo Tratado Anglo-Egípcio de 1936, a ocupação britânica se limitou à Zona do Canal de Suez, mas permitiu que as tropas britânicas voltassem a ocupar o resto do país em tempo de guerra. A presença continuada das forças britânicas levou ao aumento do sentimento anti-britânico no país.
O Egito era visto tanto pelos Aliados como pelo Eixo como uma importância estratégica vital por causa do Canal de Suez e da localização geográfica central do Egito no mundo árabe. Enquanto o Egito permaneceu oficialmente neutro durante a maior parte da guerra, o governo egípcio se envolveu em negociações secretas com a Alemanha Nazista sobre a perspectiva do Egito se juntar ao Eixo, caso os britânicos fossem derrotados no Deserto Ocidental. Muitos políticos egípcios e oficiais do exército procuraram o apoio do Eixo para remover as forças britânicas ocupantes do país.
Depois que as forças britânicas derrotaram a invasão italiana inicial do Egito, a Alemanha foi obrigada a entrar no teatro norte-africano para salvar a Líbia Italiana. Uma série de vitórias alemãs sob o general Erwin Rommel levou as forças do Eixo a 160 quilômetros do Cairo, criando uma grande expectativa entre os nacionalistas egípcios. No entanto, a vitória do tenente-general britânico Bernard Montgomery em El-Alamein anunciou o fim dos avanços do Eixo no Egito, e a eventual derrota do Eixo no Norte da África. No entanto, o Rei Faruque ainda resistiu à pressão britânica para declarar guerra à Alemanha até 1945.

### Equador
O Equador foi um dos vários países sul-americanos a se aliou aos Aliados no final da guerra, se juntou contra a Alemanha Nazista em 2 de fevereiro de 1945, permitindo que os Estados Unidos usassem a Ilha de Baltra como base naval.

### Eritreia
Ver Campanha da África Oriental (Segunda Guerra Mundial).

### Eslováquia
A Eslováquia fazia parte da Checoslováquia durante a Segunda Guerra Mundial. Então, veja a seção deste artigo sobre a Checoslováquia em geral, e sua subseção sobre a República Eslovaca em particular.

### Eslovênia
A Eslovênia fazia parte da Iugoslávia durante a Segunda Guerra Mundial. Então, veja a seção deste artigo sobre a Iugoslávia.

### Espanha
O governo de Francisco Franco da Espanha subiu ao poder como resultado de um grau significativo de intervenção e apoio italiano e alemão. A Espanha, que sofria as consequências da recém-finalizada Guerra Civil Espanhola, não se juntou à guerra, e Franco e Adolf Hitler não chegaram a um acordo sobre os termos da participação espanhola. Apesar de sua não beligerância, a Espanha enviou voluntários para lutar ao lado dos alemães contra a União Soviética na forma da Divisão Azul. Quando os Aliados emergiram como possíveis vencedores, o regime se tornou mais neutro, pelo menos em teoria, finalmente declarando neutralidade em julho de 1943. A remoção das tropas espanholas da Frente Oriental foi concluída em março de 1944.
Embora tenha procurado evitar entrar na guerra, a Espanha fez planos para a defesa do país. Inicialmente, a massa do exército espanhol estava estacionada no sul da Espanha em caso de ataque Aliado a partir de Gibraltar durante 1940 e 1941. No entanto, Franco ordenou que as divisões fossem reimplantadas gradualmente nos Pireneus em caso de uma possível invasão alemã da Espanha, à medida que crescia o interesse do Eixo por Gibraltar. No momento em que ficou claro que os Aliados estavam ganhando vantagem, Franco havia acumulado todas as suas tropas na fronteira francesa e estava certo de que os Aliados não queriam invadir a Espanha.

### Estados Unidos
Os Estados Unidos estavam neutros no início da guerra, embora continuassem a desenvolver laços com os Aliados e começaram a fornecer mais níveis de assistência a eles. Os Estados Unidos se juntaram aos Aliados em dezembro de 1941 após o ataque a Pearl Harbor pelo Japão. A Alemanha Nazista e a Itália declararam guerra aos Estados Unidos três dias depois.
Os Estados Unidos aderiram ao plano dos Aliados de fazer da derrota alemã a prioridade, coordenando com o Reino Unido na maioria das principais operações. No entanto, também manteve um forte esforço contra o Japão, sendo o principal poder Aliado na Frente do Pacífico. Os Estados Unidos forneceram valiosa produção industrial como o Arsenal da Democracia. Após a guerra, os Estados Unidos mantiveram compromissos militares com a segurança europeia, ao mesmo tempo em que proporcionavam investimentos econômicos para reconstruir nações devastadas durante a guerra. Politicamente, os Estados Unidos se tornaram membros fundadores da OTAN e abrigam as Nações Unidas, nas quais ganhou uma das cadeiras permanentes do Conselho de Segurança.
A guerra terminou com o bombardeio atômico americano no Japão.

#### Samoa Americana
A Samoa Americana é um território americano e uma base da Marinha dos Estados Unidos e foi usada durante a guerra.

### Estônia
O Pacto Molotov-Ribbentrop entre a Alemanha Nazista e a União Soviética deixou a Estônia na esfera de interesse soviética. A União Soviética ameaçou a Estônia com a guerra se a Estônia não concordasse com o pacto de assistência mútua, o que exigia permitir que a União Soviética construísse bases militares na Estônia. O governo da Estônia, convencido de que vencer uma guerra contra a União Soviética era impossível, concordou em 28 de setembro de 1939. Os soviéticos realizaram um golpe de estado com o apoio do Exército Vermelho em junho de 1940, e uma eleição simulada foi realizada sob o controle soviético. O novo governo tomou posse e a República Socialista Soviética da Estônia foi proclamada em 2 de julho de 1940. O estado fantoche foi formalmente aceito na União Soviética em 6 de agosto.
A Estônia foi ocupada pela Alemanha em 1941 após o início da guerra entre a Alemanha e a União Soviética. Com o retorno das Forças Armadas Soviéticas, 70.000 estonianos se juntaram ao lado alemão para combater os soviéticos. O Comitê Nacional não conseguiu restaurar o governo nacional em setembro de 1944, devido à reocupação soviética. A Estônia permaneceu como parte da União Soviética até 1991.

### Etiópia
Na eclosão da guerra, o Imperador Haile Selassie, da Etiópia, estava exilado na Inglaterra, tentando em vão obter apoio dos Aliados para a causa de sua nação. O Movimento dos Patriotas da Etiópia iniciou sua guerra de guerrilha contra as forças italianas ocupantes no dia em que Adis Abeba caiu em maio de 1936. Quando o imperador fugiu para o exílio, remanescentes do exército imperial desmantelado da Etiópia se transformaram em unidades de guerrilha. Os moradores das cidades urbanas em todo o país formaram movimentos clandestinos para ajudar os patriotas, enquanto a população em geral liderava uma campanha de resistência passiva que visava sufocar a agenda econômica de Benito Mussolini para a região. Como resultado, os italianos nunca foram capazes de ocupar e proteger com sucesso todo o país, incluindo a capital realocada do imperador em Gore, no sudoeste. Ao longo da ocupação e no início da Segunda Guerra Mundial, o constante assédio das colunas italianas e as linhas de comunicação e fornecimento reduziram a moral e suas capacidades de combate. Um estado de paranoia entre as tropas italianas e civis afundou quando eles se tornaram cada vez mais isolados de Roma. A retaliação fascista aos ataques dos Patriotas foi brutal e muitas vezes visava a população civil, que só mais preenchia as fileiras dos Patriotas, criando um ciclo que levou ao eventual desaparecimento da África Oriental Italiana de Mussolini.
A declaração de guerra da Grã-Bretanha contra a Itália revigorou o movimento Patriota e abriu o caminho para a desocupação final dos italianos na Etiópia e no Chifre da África. A campanha de libertação Aliada da Etiópia começou no inverno de 1940. O Imperador Haile Selassie, com o apoio e a cooperação dos britânicos, foi transportado para o Sudão para trabalhar ao lado do Major Orde Wingate para organizar e liderar as principais divisões Patriotas da Etiópia que fugiram da Etiópia controlada por fascistas quando da declaração de guerra da Grã-Bretanha. A Campanha da África Oriental foi conduzida por uma força em grande parte multi-africana e consistia de forças etíopes, eritreias, britânicas, sudanesas, quenianas, rodesianas, sul-africanas, indianas, nigerianas, ganesas e francesas livres. Em poucos meses, a libertação da Etiópia foi alcançada, e em 5 de maio de 1941, cinco anos após o dia em que o Imperador fugiu de sua capital, Haile Selassie foi devolvido ao seu trono. A derrota dos fascistas na Etiópia marcou a primeira vitória dos Aliados na Segunda Guerra Mundial e permitiu que as forças remanescentes fossem rapidamente levadas ao Egito para enfrentar o avanço do Eixo em direção ao Cairo.

### Fiji
Fiji foi uma colônia britânica durante a Segunda Guerra Mundial. A Força de Defesa de Fiji serviu com as formações do Exército da Nova Zelândia, sob o comando das Áreas do Oceano Pacífico Aliadas. O Regimento de Infantaria de Fiji lutou na Campanha das Ilhas Salomão contra os japoneses. Fiji também construiu muitas instalações, como pistas de pouso para bombardeios Aliados, quartéis e campos de treinamento.

### Filipinas
Em 1941, a Commonwealth das Filipinas era uma Commonwealth semi-independente dos Estados Unidos, com a Independência completa marcada para 4 de julho de 1946. O Exército da Commonwealth das Filipinas foi comandado pelo general americano Douglas MacArthur, e as Filipinas foram um dos primeiros países invadidos pelo Japão; as forças filipinas e americanas combinadas mantiveram uma resistência teimosa contra a invasão. O General MacArthur foi ordenado pelo Presidente a retirar seu quartel-general para a Austrália, onde fez sua famosa declaração "Saí de Bataan e voltarei". Os americanos nas Filipinas se renderam em Corregidor, em 6 de maio de 1942.
Apesar da rendição oficial, houve um movimento de resistência local significativo contra a ocupação japonesa. Os elementos do exército filipino continuaram sua atividade e puderam libertar todos, exceto 12 das então 50 Províncias das Filipinas, enquanto outros grupos, como o Hukbalahap, também estavam envolvidos. Enquanto no exílio, o Presidente Manuel Quezón continuou a representar as Filipinas até sua morte por tuberculose em 1944. As forças americanas sob o comando do general MacArthur retornaram em outubro de 1944, começando com o desembarque anfíbio em Leyte.

### Finlândia
A Finlândia foi deixada para a esfera soviética de interesse no Pacto Molotov-Ribbentrop, e quando se recusou a permitir que a União Soviética construísse bases em seu território, foi atacada pelas forças soviéticas na Guerra de Inverno (30 de novembro de 1939 - 13 de março de 1940). Depois da guerra, a Finlândia tentou, em vão, se proteger do Reino Unido e da Suécia para contrariar a contínua pressão soviética, antes de melhorar as relações com a Alemanha Nazista. Isso produziu cooperação entre os países, que levou três dias após o início da Operação Barbarossa a um ataque aéreo preventivo soviético à Finlândia, que deu início à Guerra da Continuação (25 de junho de 1941 - 4 de setembro de 1944), na qual a Finlândia era co-beligerância da Alemanha. O Reino Unido declarou guerra à Finlândia em 6 de dezembro de 1941. O Canadá e a Nova Zelândia declararam guerra à Finlândia em 7 de dezembro, assim como a Austrália e a África do Sul no dia seguinte.
Para garantir o apoio militar necessário para interromper a Ofensiva de Vyborg–Petrozavodsk, coordenada com o Dia D, o Acordo Ryti-Ribbentrop foi assinado em 26 de junho de 1944, no qual as relações entre a Finlândia e a Alemanha se tornaram mais próximas de uma aliança. Um armistício foi assinado após a paralisação da ofensiva soviética, e a Wehrmacht estava se retirando dos estados bálticos. O tratado exigia que a Finlândia expulsasse todas as tropas alemãs, o que levou à Guerra da Lapônia (15 de setembro de 1944 - 25 de abril de 1945). Isso foi pouco antes da rendição completa das forças nazistas em toda a Europa em 7-8 de maio de 1945 (Dia da Vitória na Europa). A paz completa com o Reino Unido e a União Soviética foi concluída nos Tratados de Paz de Paris em 1947.

### França
A França foi uma das principais garantidoras da segurança polonesa e, como tal, foi um dos primeiros países a declarar guerra à Alemanha Nazista. Em 10 de maio de 1940, a Alemanha iniciou seu ataque à França. Após seis semanas de intensa batalha, em 22 de junho de 1940 após a Batalha da França, o governo francês assinou um armistício com a Alemanha, levando à fundação da França de Vichy e das Forças Francesas Livres no exílio. O líder dos franceses livres, Charles de Gaulle, assumiu o controle da França em 1944 e o país terminou a guerra como Aliado.

#### França Livre
A França Livre e o Comitê Francês de Libertação Nacional, um grupo exilado com sede em Londres liderado por Charles de Gaulle, formaram-se em 1940 para manter o compromisso francês com os Aliados e libertar o território francês ocupado pela Alemanha Nazista. Juntamente com a Resistência Francesa, eles fizeram parte da Frente do Mediterrâneo e da libertação da Europa Ocidental, incluindo a França em 1944. Em 1943, a França Livre tinha um vasto território (mas nenhuma indústria de guerra, ela permaneceu dependente da ajuda dos Estados Unidos). Se reagrupou com a autoridade de Vichy que se uniu e a resistência interna para lutar contra a França. O Comitê Francês de Libertação Nacional assumiu o controle da França em agosto e setembro de 1944.
Em 1944, os soldados das Forças Francesas Livres eram cerca de 560.000. Em 1945, mais de 1.300.000. A Resistência (forças internas), de acordo com Dwight D. Eisenhower, desempenhou um papel equivalente a 15 divisões de combate. As Forças Francesas Livres e a Resistência tiveram um papel importante durante a libertação da França.

#### França de Vichy
Quando a França assinou acordos de armistício com a Alemanha Nazista e a Itália, o país foi dividido em duas partes, um setor ocupado e um setor desocupado com um novo governo liderado por Philippe Pétain em Vichy, daí o nome de Vichy. Permaneceu oficialmente neutro durante o conflito, mas colaborou com a Alemanha. O primeiro-ministro Pierre Laval repetidamente tentou aproximar a França do lado do Eixo, mas foi vetado por Pétain. Em várias ocasiões, as forças de Vichy foram atacadas pelas forças britânicas e francesas livres, especialmente na África Francesa. Como resultado o Norte da África de Vichy violou os termos do armistício de 1940, chamando um cessar-fogo após a Operação Tocha, os alemães ocuparam toda a França continental no outono de 1942, mas permitiram que o governo de Vichy continuasse operando. O governo e os militares de Vichy no Norte da África, liderados por François Darlan, se juntaram aos Aliados. Depois que Darlan foi assassinado, de Gaulle assumiu o poder ao lado de Henri Giraud. Laval foi executado por alta traição depois da guerra. Pétain foi condenado à morte, mas sua sentença foi comutada.

#### França ocupada
A França ocupada estava diretamente sob controle alemão. Enquanto a França de Vichy era um estado cliente fascista sob a liderança de Philippe Pétain, a França Ocupada era administrada por um comandante militar alemão, Carl-Heinrich von Stülpnagel.

### África Equatorial Francesa
A federação colonial se uniu às Forças Francesas Livres sob Félix Éboué em agosto de 1940, exceto pelo Gabão que era da França de Vichy até 12 de novembro de 1940, quando o governo de Vichy se rendeu à invasão da França Livre na Batalha do Gabão. Posteriormente, a federação se tornou o centro estratégico das da França Livre na África, com a cidade de Brazavile servindo como a capital da França Livre de 1940 a 1943. Em 1944, Brazavile organizou uma reunião das forças da Resistência Francesa e representantes das colônias africanas da França. A Declaração de Brazavile resultante representou uma tentativa de redefinir a relação entre a França e suas colônias africanas.

### África Ocidental Francesa
A África Ocidental Francesa não foi palco de grandes combates. Apenas uma ação em larga escala ocorreu lá: a Batalha de Dacar da 23 a 25 de setembro de 1940. A região permaneceu sob o controle da França de Vichy após a queda da França em 25 de junho de 1940 e até a invasão aliada do norte da África em 8 a 16 de novembro de 1942. O Gabão Francês, a única colônia da África Equatorial Francesa a não se juntou à França Livre após o armistício, caiu quando foi invadida pelas Forças Francesas Livres e das colônias vizinhas após a Batalha do Gabão em 8 a 12 de novembro de 1940, isolando ainda mais a África Ocidental. Ao contrário da França metropolitana, as tropas coloniais francesas na África Ocidental não foram reduzidas após o armistício de 1940 e a região foi pouco interferida pelas Potências do Eixo, proporcionando um acréscimo valioso às forças da França Livre depois que ela foi libertada.

### Gabão
Ver Batalha de Gabão.

### Geórgia
A Geórgia fazia parte da União Soviética durante a Segunda Guerra Mundial. Então, veja a seção deste artigo sobre a União Soviética em geral, e sua subseção sobre a República Socialista Soviética da Geórgia em particular.

### Gibraltar
O território ultramarino britânico de Gibraltar é uma fortaleza e baluarte britânico há mais de 300 anos. Desde os primeiros dias da Segunda Guerra Mundial, o Rochedo se tornou um pivô do Mediterrâneo, a Operação Tocha, a invasão do norte da África, foi coordenada a partir do Rochedo. Operação Tracer, uma missão ultrassecreta em que seis homens seriam escondidos dentro de um bunker secreto dentro do Rochedo de Gibraltar, para que pudessem monitorar os movimentos inimigos se o Rochedo fosse capturado.

### Grécia
A Grécia inicialmente resistiu à invasão italiana de 28 de outubro de 1940 e empurrou as forças de Benito Mussolini de volta para a Albânia. Adolf Hitler relutantemente enviou forças para salvar seu aliado e subjugar a Grécia (Operação Marita). A Batalha da Grécia resultante, em abril de 1941, atrasou a invasão da União Soviética, e as pesadas perdas alemãs da Fallschirmjäger sobre Creta efetivamente interromperam as operações aerotransportadas alemãs em larga escala.
O governo e o rei fugiram do país para o Egito, de onde continuaram a luta. As forças de ocupação instalaram uma série de governos fantoches, que comandavam com pouca fidelidade. Um vigoroso movimento de resistência desenvolvido a partir de 1942, dominado em grande parte por esquerdista da Frente de Libertação Nacional, de esquerda.
Ao longo de 1943, os guerrilheiros libertaram grande parte do interior montanhoso do país, estabelecendo uma zona livre chamada "Grécia Livre". Após a quedada da Itália em setembro de 1943, os alemães assumiram a zona italiana, muitas vezes acompanhada de derramamento de sangue, enquanto os italianos tentavam resistir a eles e aos Aliados que tentavam ocupar as áreas ocupadas pelos italianos (a Campanha de Dodecaneso). Quando a Libertação se aproximou, a Resistência se dividiu ao longo de linhas políticas e uma mini guerra civil se seguiu. Um acordo estabeleceu um governo de unidade nacional que foi alcançado na conferência de Líbano em maio de 1944, o que aliviou um pouco a tensão.
Com o avanço do Exército Vermelho na Europa Oriental no verão de 1944, as forças alemãs se retiraram do continente grego entre outubro e novembro de 1944, embora muitas guarnições das ilhas tenham sido deixadas para trás e rendidas após a rendição incondicional em 8 de maio de 1945. O governo que retornou no exílio, apoiado pelas forças britânicas, logo entrou em choque com as forças da Frente de Libertação Nacional em Atenas, iniciando a Guerra Civil Grega; um conflito que duraria até 1949 e deixaria um legado divisivo.

### Guatemala
Inicialmente, a Guatemala ficou de fora da Segunda Guerra Mundial, com o presidente Jorge Ubico y Castañeda declarando a neutralidade do país em 4 de setembro de 1941. Esse pronunciamento foi reforçado cinco dias depois com outra declaração. Jorge Ubico implementou fortes proibições à propaganda nazista na Guatemala, que tinha uma das maiores populações de imigrantes alemães da América Latina. Mais tarde, a Guatemala se mudou para o campo dos Aliados em 9 de dezembro de 1941, declarou guerra ao Japão e, três dias depois, declarou guerra à Alemanha Nazista e à Itália.

### Guiana
Ver Ilhas Caribenhas.

### Guiné
Ver África Ocidental Francesa.

### Haiti
O Haiti permaneceu neutro na Segunda Guerra Mundial até ao Ataque a Pearl Harbor. Assim, no final de 1941, o Haiti declarou guerra ao Japão (8 de dezembro), Alemanha Nazista (12 de dezembro), Itália (12 de dezembro), Bulgária (24 de dezembro), Hungria (24 de dezembro) e a Romênia (24 de dezembro). Dos seis países do Eixo, apenas a Romênia retribuiu, declarando guerra ao Haiti no mesmo dia (24 de dezembro de 1941). O Haiti distribuiu alimentos para as forças Aliadas e recebeu um destacamento da Guarda Costeira dos Estados Unidos, mas não contribuiu com tropas, entretanto cinco haitianos da Força Aérea do Haiti foram integrados aos militares dos Estados Unidos (divisão Tuskegee Airmen) e lutaram na guerra. O presidente do Haiti, Elie Lescot, apresentou várias medidas de emergência impopulares durante a guerra, que, segundo os críticos, foram planejadas para aumentar seu poder. Lescot foi deposto no ano após o fim da guerra.

### Honduras
Honduras foi inicialmente neutra na guerra, mas se juntou ao lado Aliado após o ataque a Pearl Harbor. Declarou guerra ao Japão em 8 de dezembro de 1941 e à Alemanha Nazista e à Itália cinco dias depois. Contribuiu com alimentos e matérias-primas para o esforço de guerra dos Aliados e enviou tropas em que 150 deles morreram. Submarinos alemães também afundaram três navios hondurenhos durante a guerra.

### Hong Kong
Hong Kong estava sob a jurisdição dos britânicos, mas ficou sob o controle dos japoneses depois que a dura batalha de Hong Kong chegou ao fim no dia de Natal de 1941. Os japoneses transformaram muitas unidades de saúde em hospitais de campanha para ajudar soldados feridos que retornavam da frente do Pacífico. Rações alimentares estritas também foram aplicadas e, para manter as rações baixas, muitos cidadãos foram deportados para a China. No final da guerra, a população de Hong Kong havia caído de 1.500.000 para apenas 600.000. O território foi libertado em 1945.

### Hungria
A Hungria foi um importante aliado alemão. Assinou o Pacto Tripartite em 20 de novembro de 1940 e se juntou à invasão da União Soviética no ano seguinte. Quando, em 1944, o governo do Regente Miklós Horthy quis assinar um cessar-fogo com os Aliados, ele foi derrubado pelos nazistas e substituído por um governo dirigido pelo movimento fascista Cruz Flechada, que governou o país até ser invadido pelos soviéticos.

### Iêmen
O Reino Mutavaquilita do Iêmen, que ocupava a parte norte do Iêmen atual, seguiu uma política externa isolacionista sob o governo do rei Yahya Muhammad Hamid ed-Din. Formou uma aliança com a Itália em 1936 e, no entanto, permaneceu neutra durante a guerra. A parte sul do Iêmen atual, conhecida como o Protetorado de Áden, estava sob controle britânico.

### Ilhas Caribenhas
No início da Segunda Guerra Mundial, os Estados Unidos assumiram as responsabilidades de defesa da Grã-Bretanha no Caribe. Em setembro de 1940, os dois países concordaram com o Acordo Lend-Lease (também chamado de Acordo para Bases de Contratorpedeiros). Envolvia o empréstimo de quarenta contratorpedeiros americanos desatualizados em troca de arrendamento, aluguel grátis por 99 anos de bases navais e aéreas britânicas em 5 ilhas das Índias Ocidentais Britânicas nas Bahamas, Jamaica, Antígua, Santa Lúcia e Trinidad e Tobago, bem como a Guiana Britânica, Bermudas, Ilhas Leeward, Ilhas Barlavento e Terra Nova. O Acordo Lend-Lease foi assinado formalmente em Londres em 27 de março de 1941. Sob seus termos, os Estados Unidos estabeleceram 11 bases militares na área (e nas Bermudas) e rapidamente transformaram 5 colônias britânicas nas Índias Ocidentais em postos avançados de defesa do Caribe para uso contra a guerra submarina alemã. Depois que o presidente Franklin D. Roosevelt designou o Caribe como uma fronteira costeira, o leste do Caribe se tornou a ponta da frente da estratégia de defesa americana durante a guerra. Os estrategistas americanos da época se referiam às Índias Ocidentais como "o bastião a que assistimos".
O significado estratégico do Caribe se tornou evidente durante a guerra. Mais de 50% dos suprimentos enviados dos Estados Unidos para a Europa e África foram enviados de portos no Golfo do México. Um ano após o ataque a Pearl Harbor, o Comando de Defesa Caribenho dos Estados Unidos chegou a um total de 119.000 pessoas, metade delas estacionadas no Panamá para proteger o canal de um ataque japonês. Embora o esperado ataque japonês não tenha vindo, os alemães infligiram danos maciços ao transporte marítimo no Caribe em 1942. Os submarinos alemães chegaram até aos pequenos portos da região para bombardear alvos costeiros e afundar navios de carga ancorados. Até o final do ano, os U-Boots que operavam no Caribe afundaram 336 navios, dos quais pelo menos metade eram petroleiros, com um peso total de 1.5 milhões de toneladas.
Note-se que Cuba, República Dominicana e Haiti têm suas próprias seções separadas sobre este artigo.

### Islândia
A Islândia era um estado livre na eclosão da guerra em união pessoal com o rei da Dinamarca, atuando como chefe de Estado. Após a invasão alemã da Dinamarca em 1940, a Islândia perdeu todo o contato com o rei. Forças britânicas invadiram a Islândia em 10 de maio de 1940, para garantir bases para si e negar a Alemanha Nazista a mesma opção. Uma pequena força armada estava presente, mas obedeceu ordens para não resistir aos britânicos. Os britânicos tentaram prender vários cidadãos alemães, incluindo o cônsul alemão Werner Gerlach, e aproveitar os serviços de rádio e telefone.
O governo da Islândia protestou formalmente contra a ocupação, mas forneceu aos britânicos uma cooperação de fato. Durante o auge da ocupação, 25.000 soldados britânicos estavam estacionados na Islândia, em comparação com cerca de 40.000 habitantes de Reykjavík. Em 7 de julho de 1941, o controle da Islândia foi transferido da Grã-Bretanha para os Estados Unidos. Os Estados Unidos ainda não estavam em guerra, mas a Islândia precisava ser negada aos alemães.
A Islândia experimentou um boom econômico durante a ocupação, uma vez que muitos islandeses conseguiram empregos trabalhando para os estrangeiros, e alguns dizem que esse foi o sucesso da economia islandesa no pós-guerra. Em 17 de junho de 1944, com o incentivo americano, a Islândia se tornou uma república permanentemente independente e cortou todos os laços com a Dinamarca. Apesar de ocupada, a Islândia permaneceu oficialmente neutra durante toda a Segunda Guerra Mundial. Bases aéreas islandesas como em Keflavík foram importantes para o combate aliado contra os submarinos alemães na Batalha do Atlântico.
Com sua pequena população, a Islândia não estava em posição de contratar forças armadas. A estreita cooperação entre os americanos e os islandeses levou a Islândia a desistir da neutralidade e se tornar um membro fundador da Organização do Tratado do Atlântico Norte (OTAN) em 1949. A Islândia não teve nenhuma força armada (mas veja a Guerra do Bacalhau), mas sua contribuição foi de bases para seus Aliados: a Base Aérea Americana e a Estação Aérea Naval de Keflavík.

### Índia
O Império Indiano (composto por áreas cobertas pela atual Índia, Paquistão, Bangladesh e Myanmar), controlado pela Grã-Bretanha durante a guerra, foi coberto pela declaração de guerra da Grã-Bretanha.
A 5.ª Divisão de Infantaria da Índia combateu no Sudão e na Líbia. A Divisão se mudou para o Iraque para proteger os campos petrolíferos e para a frente da Birmânia, juntamente com oito outras divisões indianas, e depois ocupou a Malaia. Em Java, eles desarmaram a guarnição japonesa ocupante. A 4.ª Divisão de Infantaria da Índia combateu no norte da África, Síria, Palestina e Chipre antes de ser enviada para a Itália. Juntamente com as 8.ª e a 10.ª Divisões, participou na tomada de Monte Cassino, após isso foi transferido para a Grécia.
Mais de 6.8 milhões de cidadãos indianos lutaram com o Exército Indiano, Força Aérea Real da Índia e a Marinha Real da Índia, formando o maior exército criado por alistamento voluntário. Parte da Índia foi ocupada por forças japonesas durante a guerra, e a Índia sofreu 1.5 milhão a 4 milhões de civis mortos de fome na região de Bengala, como resultado das circunstâncias resultantes da invasão japonesa da Birmânia. Mais de 96.000 membros indianos das forças armadas foram mortos ou desapareceram em ação, e 74.354 ficaram feridos durante a guerra. As forças indianas receberam 2.000 condecorações por bravura, incluindo 31 Victoria Cross.
Alguns nacionalistas indianos usaram a oportunidade da guerra como um tempo para lutar contra os britânicos. Isto levou forças consideráveis de indianos que decidiram lutar no lado do Eixo contra os britânicos, principalmente prisioneiros de guerra capturados em Singapura. Cerca de 40.000 indianos lutaram ao lado dos japoneses no Exército Nacional Indiano, e cerca de 1.000 foram recrutados pela Alemanha Nazista para a Legião Indiana.

#### Andamão e Ilhas Nicobar (Governo Provisório da Índia Livre)
Em 23 de março de 1942, forças japonesas invadiram as Ilhas Andamão e Nicobar. Em dezembro de 1943, o Movimento Livre da Índia (Governo Provisório da Índia Livre), patrocinado pelos japoneses, foi formado. As Ilhas Andamão foram renomeadas Ilhas Shaheed e Nicobar foram renomeadas para Ilhas Swaraj. Os habitantes de Andamão e Nicobar lutaram ao lado dos japoneses durante esse período. As ilhas não foram reocupadas pelos ingleses até 6 de outubro de 1945.

### Índias Orientais Neerlandesas (Indonésia)
Os ricos recursos petrolíferos das Índias Orientais Neerlandesas foram indiscutivelmente um dos principais objetivos dos militares japoneses no seu ataque aos Aliados a partir de 7 de dezembro de 1941. A Marinha Real Neerlandesa e o Exército Real das Índias Orientais Neerlandesas faziam parte do Comando Americano-Britânico-Neerlandês-Australiano, até que as forças Aliadas nas Índias Orientais Neerlandesas foram derrotadas pelo Japão em março de 1942. Alguns neerlandeses e navios escaparam para a Austrália, onde continuaram a lutar contra os japoneses. As Índias Orientais Neerlandesas foram ocupadas pelos japoneses pelo restante da guerra.

### Indonésia
Ver Índias Orientais Neerlandesas, nas quais foi chamado na época.

### Irã

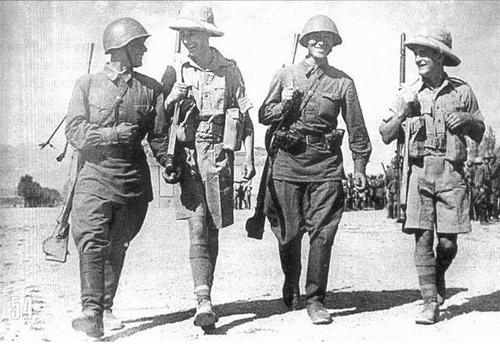
Soldados soviéticos e britânicos no Irã, após a invasão anglo-soviética, agosto de 1941

Durante o início da guerra, os Aliados exigiram que o Irã removesse cidadãos alemães de seus territórios, temendo que eles fossem espiões nazistas e prejudicassem as instalações petrolíferas de propriedade britânica, mas o Xá Reza Pahlavi recusou, afirmando que eles não tinham nada a ver com os nazistas.
Os Aliados temiam que a Alemanha Nazista buscasse petróleo neutro no Irã. Logo os Aliados se questionaram sobre a neutralidade iraniana e deram ao Xá Reza Pahlavi uma advertência final para remover os trabalhadores alemães. Ele recusou mais uma vez. Em agosto de 1941, as tropas britânicas e soviéticas invadiram o Irã (Operação Countenance) e, em setembro de 1941, forçaram o Xá Reza Pahlavi à abdicar de seu trono. Ele foi substituído por seu filho Mohammad Reza Pahlavi, que estava disposto a entrar na guerra ao lado dos Aliados. O Irã ficou conhecido como "A Ponte da Vitória".
O Irã forneceu uma rota de abastecimento de 'água azul' para a União Soviética através do porto de Bandar Abbas e uma rota ferroviária especialmente construída. As rotas de abastecimento eram conhecidas coletivamente como o Corredor Persa. Agentes políticos soviéticos conhecidos como "agitprops" se infiltraram no Irã e ajudaram a estabelecer o partido Tudeh, afiliado ao Comintern, no início de 1942.
A União Soviética fomentou revoltas entre os povos azeris e curdos no Irã e logo formou a República Popular do Azerbaijão em dezembro de 1945 e a República Popular Curda não muito tempo depois. Ambos eram dirigidos por líderes controlados pelos soviéticos. As tropas soviéticas permaneceram no Irã, após o vencimento em janeiro de 1946 de um tratado de guerra que previa a presença de tropas americanas, britânicas e soviéticas.

### Iraque
O Iraque era importante para a Grã-Bretanha por meio de sua posição em uma rota para a Índia e do suprimento estratégico de petróleo que fornecia. Após a expulsão dos turcos otomanos no final da Primeira Guerra Mundial, estes foram protegidos por uma base significativa da Força Aérea Real Britânica em Habbaniya e pela manutenção de governos solidários. Por causa da fraqueza do Reino Unido no início da guerra, o Iraque recuou de sua Aliança Anglo-Iraquiana com o país. Quando o Alto Comando Britânico solicitou o envio de reforços para o Iraque, o primeiro-ministro do país, Nuri al-Said, permitiu que uma pequena força britânica aterrissasse. Consequentemente, ele foi forçado a renunciar após um golpe pró-Eixo sob Rashid Ali al-Gaylani em abril de 1941. Mais tarde, os pedidos britânicos para reforçar o Iraque foram negados pela nova liderança.
O novo regime iniciou secretamente realizou negociações com as Potências do Eixo. Os nazistas responderam rapidamente e enviaram ajuda militar da Luftwaffe para Bagdá, via Síria. As tropas indianas consequentemente invadiram no final de abril de 1941 e chegaram a Bagdá e RAF Habbaniya em maio. O exército iraquiano atacou Habbaniyah mas rapidamente capitulou e Rashid Ali fugiu do país. O Reino Unido instou o Iraque a declarar guerra ao Eixo em 1942. As forças britânicas permaneceram para proteger os suprimentos vitais de petróleo. No entanto, o Iraque declarou guerra às potências do Eixo em 1943 depois de cortar laços diplomáticos. O exército iraquiano desempenhou um papel na proteção das rotas logísticas dos Aliados, especialmente as ajudas militares à União Soviética que costumavam chegar de Basra, Bagdá e Kirkuk. Operações britânicas e indianas no Iraque devem ser vistas em conjunto com eventos na vizinha Síria e Pérsia.

### Irlanda
A Irlanda permaneceu neutra durante a guerra, o único membro da Comunidade Britânica a fazê-lo. A Lei dos Poderes de Emergência de 1939 deu novos poderes ao governo durante o período, incluindo internamento, censura e controle do governo sobre a economia.
Os cidadãos irlandeses eram livres para trabalhar no exterior e se unir as forças armadas estrangeiras. No final da guerra, os números sugerem que 50.000 homens e mulheres nascidos no Estado serviram nas forças armadas britânicas, embora esta estimativa tenha aumentado consideravelmente ao longo dos anos.
O internamento dos militares do Eixo e dos Aliados ocorreu em seções separadas do mesmo campo de internamento No.1, construído pelos britânicos pré-1922, mantinha republicanos que tinham suspeita de ligação com o IRA.
Em junho de 1940, o major general Bernard Montgomery foi encarregado de fazer planos para invadir a Irlanda a fim de tomar Cork e Cobh. Winston Churchill também fez planos para invadir os três antigos Portos do Tratado.
Um irlandês, Brendan Finucane, o mais jovem comandante de asa e ás de caça na história da Força Aérea Real Britânica, antes dos 22 anos alcançou uma das mais altas taxas de mortalidade na Batalha da Grã-Bretanha e em operações ofensivas sobre a França.
Um total de aproximadamente 40 irlandeses foram mortos no Bombardeio de Dublin na Segunda Guerra Mundial e no Condado de Carlow em atentados a bomba da Luftwaffe. Os atentados foram citados como resultado de ataques deliberados, erros na navegação ou contra medidas eletrônicas britânicas contra a Luftwaffe.
A decisão de ir em frente com os desembarques do Dia D foi decidida por um boletim climático do Oceano Atlântico da Baía de Blacksod, Condado de Mayo.

### Itália
A Itália havia completado conquistas (Etiópia e Albânia) antes de sua entrada na Segunda Guerra Mundial. Após as campanhas inicialmente bem-sucedidas da Alemanha Nazista, a Itália aderiu à guerra em junho de 1940, planejando obter uma parte do território Aliado com a derrota da França.
O esforço de guerra da Itália foi fraco, resultando em derrotas na Grécia e no norte da África. Os Aliados começaram a invadir a Itália no verão de 1943 e o governo de Benito Mussolini entrou em colapso.
O novo governo real do marechal Pietro Badoglio assinou um armistício com os Aliados, mas a maior parte do país foi rapidamente ocupada pelos alemães, que estabeleceram um governo fantoche sob Mussolini no norte, a República Social Italiana (também conhecida como República Salônica, de sua sede). Badoglio e o rei Victor Emmanuel III escaparam para Brindisi sem dar nenhuma ordem ao exército, que ficou no caos e sem liderança: algumas divisões se renderam aos alemães, outras lutaram por conta própria.
O governo real permaneceu no controle do sul e declarou guerra à Alemanha; as forças militares que ainda controlava se juntavam aos Aliados numa posição de co-beligerância. Foi finalmente restabelecida como o governo de toda a Itália pouco antes do fim da guerra, na primavera de 1945, quando revoltas partidárias libertaram o norte da Itália. A Itália se tornaria um membro da OTAN depois da guerra, mas perdeu a região de Ístria, Dalmácia e a cidade de Zadar para a Iugoslávia, e todas as suas colônias exceto a Somália.

### Iugoslávia
Os Potências do Eixo ocuparam a Iugoslávia em 1941 e criaram vários estados fantoches e estados clientes, incluindo o Estado Independente da Croácia, Sérvia de Nedić e o Reino de Montenegro. Outras partes da Iugoslávia foram ocupadas diretamente. Os iugoslavos que se opunham aos nazistas logo começaram a organizar movimentos de resistência, os Partisans, liderados por Josip Broz Tito e o Partido Comunista da Iugoslávia, e os monarquistas Chetniks, liderados por Draža Mihailović. Os dois movimentos tinham objetivos conflitantes, e os Chetniks começaram a colaborar com as potências do Eixo para lutar contra os Partisans. O Conselho Comunista Anti-fascista de Libertação Nacional da Iugoslávia foi convocado em Bihać em 1942 e em Jajce. Perto do fim da guerra, os governos ocidentais tentaram reconciliar os vários lados, o que levou ao Acordo Tito–Šubašić em junho de 1944. No entanto, o Partido Comunista governou o estado do pós-guerra. Após um pesado derramamento de sangue em uma guerra complexa, a Iugoslávia foi restabelecida em 1945, incluindo áreas anteriormente governadas pelo Reino da Itália (Ístria e partes da Dalmácia). O general Mihailović e muitos outros monarquistas foram cercados e executados pelos Partisans. Mihailović foi postumamente premiado com a Legião do Mérito pelo presidente Harry S. Truman por seus esforços de resistência durante a guerra e por seu papel na Operação Halyard.

#### Estado Independente da Croácia
O Estado Independente da Croácia se tornou membro do Eixo em 10 de abril de 1941 e aderiu ao Pacto Tripartite em 15 de junho de 1941. O estado era nominalmente uma monarquia e um quase protetorado ítalo-alemão de fato até a capitulação italiana em 8 de setembro de 1943, após permaneceu um quase protetorado alemão de fato até a retirada dos alemães perto do fim da guerra. Tinha um governo controlado pelo movimento fascista Ustaše. Seus militares lutaram ao lado das tropas do Eixo; principalmente em operações anti-Partisan dentro do Estado Independente da Croácia. Voluntários do Estado Independente da Croácia lutaram nas formações da Wehrmacht na Frente Oriental como a "Legião Croata" por algum tempo. As Forças Armadas do Estado Independente da Croácia permaneceram engajadas em batalha uma semana após a capitulação da Alemanha Nazista em 8 de maio de 1945, em uma tentativa de se render às forças Aliadas, em vez dos Partisans iugoslavos. Durante a guerra, eles lançaram uma campanha de genocídio contra os sérvios na Croácia e na Bósnia. Eles também tinham seus próprios campos de concentração separados, como o campo de extermínio de Jasenovac.

### Jamaica
Ver Ilhas Caribenhas.

### Japão
O Japão era o líder das Potências do Eixo na Frente do Pacífico. Algumas pessoas consideram que a Segunda Guerra Mundial realmente começou com a invasão da China pelo Japão em 1937. A guerra terminou com a capitulação do Japão após os bombardeios atômicos de Hiroshima e Nagasaki pelos Estados Unidos. Embora os Estados Unidos tenham visto mais ação na Frente do Pacífico, o Reino Unido também teve um papel na derrota do Japão, particularmente na Campanha da Birmânia. A União Soviética não declarou guerra ao Japão até 9 de agosto de 1945, quando invadiu a Manchúria.

### Laos
Em 1945, os japoneses ocuparam Vientiane em abril. O Rei Sīsavāngvong foi detido pelos japoneses, mas seu filho, o Príncipe-Herdeiro Savāngvatthanā, convocou todos os laocianos a resistir aos ocupantes.
O príncipe Phetxarāt, no entanto, se opôs a essa posição e achou que a independência do Laos poderia ser obtida com o apoio dos japoneses, que o tornaram primeiro-ministro de Luang Phraban, embora não do Laos como um todo. Na prática, o país estava em caos e o governo de Phetxarāt não tinha autoridade real. Outro grupo do Laos, o Laos Sēri (Laos Livre), recebeu apoio não oficial do Movimento Tailândia Livre na região de Isan. A Tailândia re-anexou uma pequena porção do Laos após a conclusão da Guerra Franco-Tailandesa em 1941. Os territórios só foram devolvidos à soberania francesa em outubro de 1946.

### Letônia
Após a conclusão do Pacto Molotov-Ribbentrop, a Letônia foi obrigada a aceitar as guarnições soviéticas. Em 16 de junho de 1940, a União Soviética deu um ultimato exigindo a substituição do governo e a entrada de um número ilimitado de tropas soviéticas. O governo cedeu às exigências e as tropas soviéticas ocuparam o país em 17 de junho. Em 5 de agosto de 1940, a Letônia foi anexada pela União Soviética. No ano seguinte, as agências de segurança da União Soviética "sovietizaram" a Letônia, resultando na morte de 35.000 a 50.000 habitantes da Letônia.
Após a eclosão das hostilidades germano-soviéticas, as forças soviéticas foram rapidamente expulsas pelas forças alemãs. Inicialmente, as forças alemãs foram quase universalmente saudadas como libertadoras, mas as políticas de ocupação nazistas gradualmente mudaram isso. Riga foi retomada pelas forças soviéticas em 13 de outubro de 1944, e uma grande parte do Grupo do Exército Alemão do Norte (Heersgruppe Nord) foi cortada em Kurzeme, a península que forma a parte noroeste da Letônia. Lá eles localmente levantaram unidades letãs e formaram a "Fortaleza de Kurland", que resistiu com sucesso até o final da guerra.
Os primeiros Batalhões da Polícia da Letônia foram formados no início de 1943 e a Legião Voluntária da Waffen-SS da Letônia em 16 de março de 1943. O governo da ocupação alemã logo recorreu ao alistamento militar, e a Letônia se tornou um dos dois países (o outro foi a Estônia) de onde os soldados da Waffen-SS eram recrutas. Em 1 de julho de 1944, mais de 110.000 homens estavam em unidades controladas pela Alemanha Nazista. A Legião Letã consistia em 87.550 homens, dos quais 31.446 servindo nas 15.ª e na 19.ª divisões de Waffen-Grenadier, 12.118 em regimentos de Guarda de Fronteiras, 42.386 em várias Forças Policiais e 1.600 em outras unidades. 22.744 homens serviram em unidades fora da Legião, como os Auxiliares da Wehrmacht.
Alguns letões participaram ativamente durante o Holocausto, trabalhando como parte dos governos de ocupação soviético e nazista.

### Líbano
O Líbano, então sob domínio francês, foi controlado pelo governo de Vichy após a queda da Terceira República Francesa. A maioria dos libaneses não tolerava o governo de Vichy e o modo como governava, muitos libaneses zombavam e criticavam os soldados franceses por se tornarem aliados da Alemanha Nazista. O Líbano foi invadido e ocupado pelas forças Aliadas da Palestina durante a Campanha da Síria-Líbano. De Gaulle declarou o Líbano independente em 22 de novembro de 1943. Em 1945, o Líbano declarou guerra à Alemanha e ao Japão.

### Libéria
A Libéria concedeu às forças Aliadas acesso ao seu território no início da guerra. Foi usado como ponto de trânsito para tropas e recursos destinados ao norte da África, particularmente suprimentos de guerra de Parnamirim (perto de Natal) no Brasil. Talvez mais importante, serviu como uma das únicas fontes de borracha dos Aliados durante a guerra; as plantações do Sudeste Asiático haviam sido tomadas pelos japoneses.
A importância deste recurso levou a uma melhoria significativa da infra-estrutura de transportes da Libéria e a uma modernização da sua economia. O significado estratégico da Libéria foi enfatizado quando Franklin Roosevelt, depois de participar da Conferência de Casablanca, visitou a Libéria e se encontrou com o Presidente Edwin Barclay. Apesar de sua assistência aos Aliados, a Libéria relutou em acabar com sua neutralidade oficial e não declarou guerra à Alemanha Nazista até 27 de janeiro de 1944.

### Líbia
Ver Campanha Norte-Africana.

### Liechtenstein
Logo após o fim da Primeira Guerra Mundial, Liechtenstein concluiu um acordo alfandegário e monetário com a vizinha Suíça. Em 1919, os laços estreitos entre as duas nações foram fortalecidos quando Liechtenstein confiou à Suíça suas relações exteriores. Na eclosão da guerra, o Príncipe Francisco José II, que havia ascendido ao trono apenas alguns meses antes, prometeu manter o principado fora da guerra e confiou em seus laços estreitos com a Suíça para sua proteção.
Tentativas de influenciar o governo ocorreram. Depois de uma tentativa de golpe em março de 1939, o "Movimento Nacional Alemão no Liechtenstein" estava ativo, mas pequeno. A organização, assim como qualquer simpatizante do nazismo, praticamente desapareceu após a erupção da guerra.

### Lituânia
Como resultado do Pacto Molotov-Ribbentrop entre a Alemanha Nazista e a União Soviética, a Lituânia foi ocupada pelo Exército Vermelho e anexada à força pela União Soviética, juntamente com a Letônia e a Estônia, sem resistência militar. A legalidade da anexação não foi reconhecida pela maioria dos países ocidentais e os estados bálticos continuaram a existir como nações formalmente independentes até 1991.
Alguns lituanos ficaram do lado da Alemanha depois que Adolf Hitler acabou invadindo a União Soviética, na esperança de restaurar a independência da Lituânia. Alguns colaboradores estiveram envolvidos no Holocausto e outros crimes contra a humanidade. Uma divisão lituana (a 16ª Divisão Rifle) e outras unidades (29ª Corpo Rifle) foram formadas no Exército Vermelho. Ao contrário da Letônia e da Lituânia, uma tentativa das autoridades alemãs de formar uma “Legião da Lituânia” falhou, com a unidade mais notável formada sendo a Força de Defesa Territorial Lituana.
No final da guerra, se iniciou a insurreição armada dos Irmãos da Floresta contra as autoridades soviéticas, que durou até meados dos anos 50 nos Países Bálticos.

### Luxemburgo
Quando a Alemanha Nazista invadiu a França por meio dos Países Baixos na primavera de 1940, Luxemburgo, apesar de sua neutralidade, foi rapidamente invadida e ocupada (apesar das tentativas do governo de desacelerar o avanço das forças alemãs), tendo resistido pouco e imediatamente se rendido. O governo luxemburguês se exilou, mas nunca declarou guerra ao Eixo, e o Luxemburgo foi efetivamente anexado pela Alemanha. Luxemburgo permaneceu sob controle alemão até ser libertado pelos Aliados no final de 1944.

### Macedônia
A Macedônia fazia parte da Iugoslávia durante a Segunda Guerra Mundial. Então, veja a seção deste artigo sobre a Iugoslávia.

### Madagascar

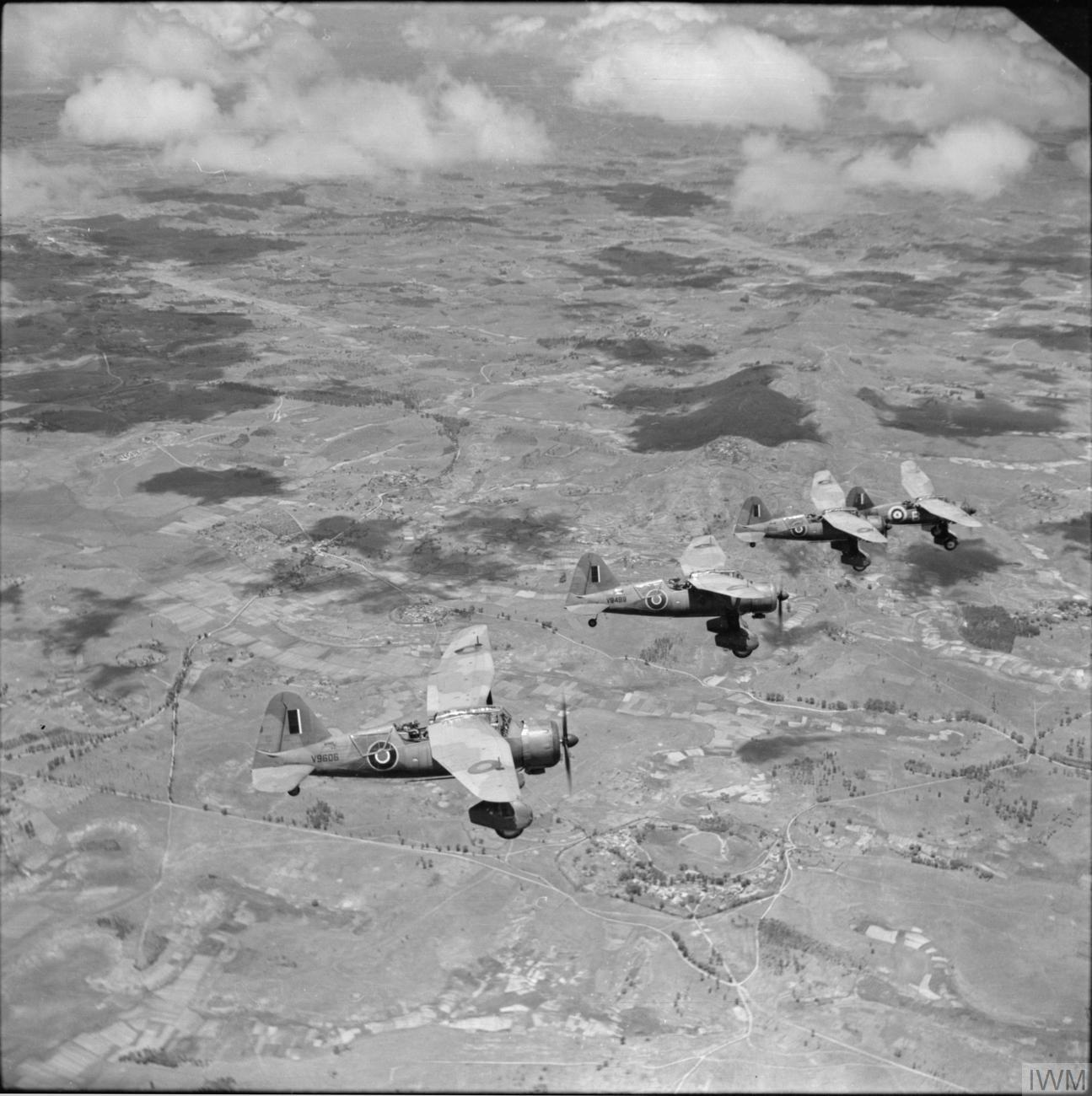
Aviões Westland Lysander da Força Aérea Real Britânica sobre Madagascar em 1942.

Madagascar Francês desempenhou um papel importante na guerra devido à presença de portos criticamente importantes e à contribuição de tropas. Após a queda da França em 1940, Madagascar se tornou um ponto crítico crucial no conflito entre o movimento da França Livre e a França de Vichy. A ilha também foi importante no teatro de operações do Pacífico, enquanto forças navais imperiais japonesas operavam sem resistência fora da ilha por algum tempo.
Em 1942, os britânicos e várias outras forças aliadas lançaram uma invasão à Madagascar, procurando proteger sua posição como um elo de ligação com os Aliados e negar seu uso ao Eixo. Madagascar também foi brevemente considerado como a solução para a questão judaica pelo governo da Alemanha Nazista, que lançou a ideia de deportar a população judaica da Europa para a ilha em 1940. Este esquema, o Plano Madagáscar, nunca se concretizou por uma variedade de razões. Os britânicos entregaram a ilha para a França Livre em 1943, sob cujo controle permaneceu pelo resto da guerra.

### Malaia
A Malaia estava sob domínio britânico antes do início da guerra. Foi ocupada pelo Japão em 1942 até 1945. O Partido Comunista Malaio se tornou a espinha dorsal do Exército Anti-Japonês dos Povos Malaios.

### Malásia
Veja o Bornéu Britânico e a Malaia, que se fundiram após a guerra para formar a Malásia.

### Maldivas
As Maldivas sob domínio britânico foram um ponto estratégico para os aliados durante a Segunda Guerra Mundial, muitas catástrofes foram causadas na Segunda Guerra Mundial nas Maldivas, e em suas ilhas vizinhas como Maurícia.

### Mali
Ver África Ocidental Francesa.

### Malta

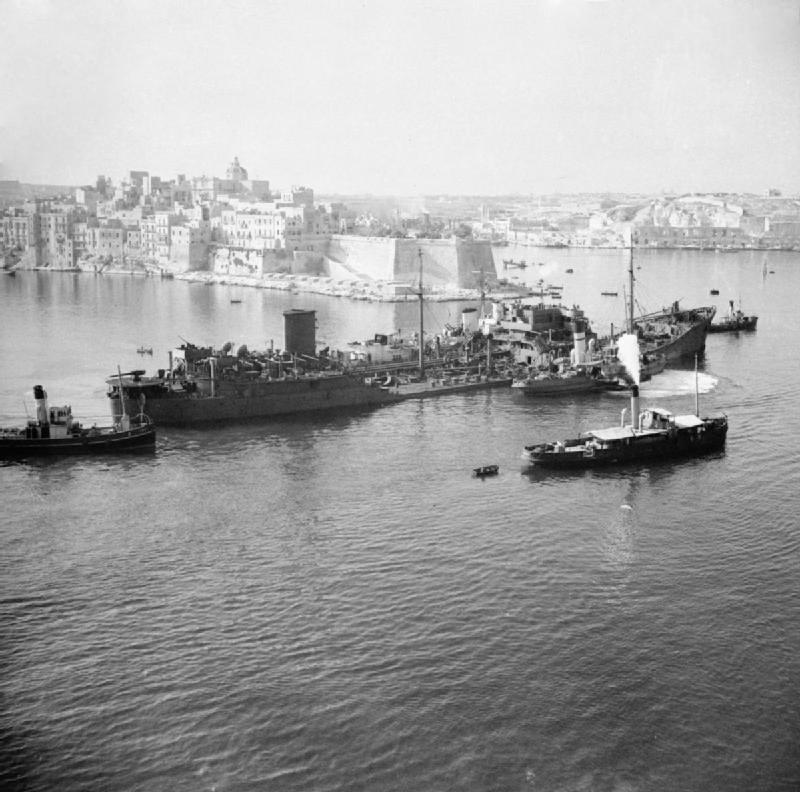
O petroleiro Ohio entrando no Grão-Porto depois da Operação Pedestal, 15 de agosto de 1942.

Malta foi uma colônia britânica durante a Segunda Guerra Mundial. O Conselho Legislativo de Malta reafirmou a lealdade do povo à Grã-Bretanha em 6 de setembro de 1939. Entre junho de 1940 e dezembro de 1942, Malta se tornou uma arena sitiada e maltratada de um dos combates mais decisivas da Segunda Guerra Mundial. O Reino Unido concedeu a Cruz de Jorge à ilha de Malta em uma carta datada de 15 de abril de 1942, do Rei Jorge VI ao governador da ilha, William Dobbie: "Para homenagear as pessoas corajosas, concedo a Cruz de Jorge à Fortaleza da Ilha de Malta para testemunhar um heroísmo e devoção que será famosa na história".
A fortaleza sob incursões aéreas inimigas sofridas e um bloqueio naval, que quase os viu morrer de fome, conquistaram ampla admiração, com alguns historiadores os apelidando de Stalingrado do Mediterrâneo. A Cruz de Jorge foi colocada na Bandeira de Malta.

### Manchukuo
Estabelecido em 1931 como um estado fantoche do Japão, o Império de Manchukuo foi liderado por Pu Yi, o último imperador da China, que reinou como Imperador Kang De. O estado permaneceu fiel aliado do Japão até 1945. Em 1945, a União Soviética declarou guerra ao Japão, e Manchukuo foi posteriormente invadido e abolido.

### Mauritânia
Ver África Ocidental Francesa.

### Maurícia
Ver História da Maurícia#Administração Britânica (1810–1968).

### Mengjiang
Mengjiang foi estabelecido na Mongólia Interior como um Estado fantoche do Japão e contribuiu com tropas que lutaram ao lado dos japoneses na China. Deixou de existir após a invasão soviética em 1945.

### México
Originalmente construído como o petroleiro italiano Lucífero, o Potrero del Llano foi apreendido no porto pelo governo mexicano em abril de 1941 e renomeado em homenagem a uma região em Veracruz. Foi atacado pelo submarino alemão U-564 em 13 de maio de 1942. O ataque matou 14 dos 35 tripulantes. Em 20 de maio de 1942, um segundo petroleiro, Faja de Oro (que antes era o italiano Genoano, apreendido pelo México um dia após o ataque a Pearl Harbor) foi atacado e afundado pelo submarino alemão U-160, matando 10 dos 37 tripulantes, e o governo mexicano foi solicitado a declarar guerra às Potências do Eixo em 22 de maio de 1942. O Escuadrón Aéreo de Pelea 201 da Força Aérea Mexicana (201.º Esquadrão de Caça) serviu com a Quinta Força Aérea dos Estados Unidos nas Filipinas durante o último ano da guerra.

### Moldávia
A União Soviética controlou parte da Moldávia antes da Segunda Guerra Mundial, e levou o resto da Moldávia da Romênia durante a Segunda Guerra Mundial. Então, veja as seções deste artigo sobre a União Soviética e a Romênia.

### Mônaco
Embora as simpatias do Príncipe Luís II fossem fortemente pró-franceses, ele tentou manter Mônaco neutro durante a Segunda Guerra Mundial e apoiou o governo da França de Vichy de seu ex-colega de exército, Philippe Pétain. Em 1943, o exército italiano invadiu e ocupou Mônaco, criando uma administração do governo fascista. Pouco tempo depois, após o colapso de Benito Mussolini na Itália, o exército alemão ocupou Mônaco e iniciou a deportação da população judaica. Entre eles estava René Blum, fundador do Ballet de l'Opera, que morreu em um campo de extermínio nazista.

### Mongólia
Durante a guerra, a Mongólia Exterior, oficialmente a República Popular da Mongólia, era governada pelo governo comunista de Khorloogiin Choibalsan e estava intimamente ligada à União Soviética. A Mongólia foi considerada uma província separatista da China pela maioria das nações. As relações soviético-mongol foram formalizadas em um pacto de assistência mútua em 12 de março de 1936. Em 13 de agosto de 1937, como parte de seu esforço para apoiar a China em sua guerra contra o Japão, os soviéticos decidiram estacionar tropas ao longo das fronteiras sul e sudeste da Mongólia. A chegada do exército soviético coincidiu com uma série de terrores e expurgos intensificados (o "Grande Terror"). Em seu discurso na Terceira Sessão do Soviete Supremo em 31 de maio de 1939, o comissário estrangeiro Viatcheslav Molotov declarou que "defenderemos as fronteiras da República Popular da Mongólia com a mesma firmeza que nossa própria fronteira".
O Pacto de Neutralidade Soviético-Japonesa de 13 de abril de 1941 reconheceu a neutralidade da Mongólia e seu lugar na esfera de influência soviética. Sua situação geográfica é um estado-tampão entre as forças japonesas e a União Soviética. Além de manter cerca de 10% da população armada, a Mongólia forneceu suprimentos e matérias-primas para as forças armadas soviéticas e financiou várias unidades, além de meio milhão de cavalos treinados por militares.
Tropas da Mongólia tomaram parte nas Batalhas de Khalkhin Gol no verão de 1939 e na invasão soviética da Manchúria em agosto de 1945, ambas as vezes como uma pequena parte nas operações lideradas pelos soviéticos contra as forças japonesas e seus aliados manchus e mongóis internos. Em 10 de agosto de 1945, Little Khural, o parlamento da Mongólia, emitiu uma declaração formal de guerra contra o Japão.
Para a Mongólia, o resultado mais importante da Segunda Guerra Mundial foi o reconhecimento de sua independência pela China, conforme previsto pelo acordo de Ialta.

### Montenegro
Montenegro fazia parte da Iugoslávia durante a Segunda Guerra Mundial. Então, veja a seção deste artigo sobre a Iugoslávia.

### Marrocos
A maior parte do Marrocos era um protetorado da França durante a Segunda Guerra Mundial. Quando a França foi derrotada, o Marrocos ficou sob o controle do regime de Vichy e, portanto, estava nominalmente do lado das Potências do Eixo, embora um movimento ativo de resistência operasse. Em novembro de 1942, foi invadida pelos Aliados como parte da Operação Tocha. A partir daí, voluntários marroquinos (os Goumiers) lutaram ao lado dos Aliados.
Uma pequena área no norte de Marrocos, o Marrocos Espanhol, era um protetorado espanhol e permaneceu neutra durante a guerra, assim como a cidade internacional de Tânger.

### Nauru
Nauru foi administrado pela Austrália sob o mandato da Liga das Nações. Nauru foi bombardeada por um invasor de superfície alemão em dezembro de 1940, com o objetivo de incapacitar suas operações de mineração de fosfato (esta ação foi provavelmente a atividade militar mais distante realizada pela Alemanha Nazista durante toda a guerra). O fosfato é importante para produzir munições e fertilizantes.
Nauru foi ocupada pelo Japão de 1942 a 1945, e foi alvo de bombardeamentos de navios de guerra e cruzadores americanos e bombardeio aéreo dos Aliados. Por exemplo, Nauru foi bombardeada pelos couraçados americanos North Carolina, Washington, South Dakota, Indiana, Massachusetts e o Alabama, em 8 de dezembro de 1943, e também bombardeada por aviões da Marinha dos Estados Unidos no mesmo dia. Veja o artigo sobre o Washington.

### Nepal
O Nepal declarou guerra à Alemanha Nazista em 4 de setembro de 1939 e ofereceu as tropas Gurkha ao Reino Unido.

### Niassalândia (Malawi)
Ao longo da guerra, o protetorado de Niassalândia foi um recurso econômico para os Aliados e contribuiu com um número significativo de soldados para lutar no Exército Britânico. No início da guerra, o governador em exercício pediu ajuda, temeroso de que os colonos alemães pudessem organizar uma insurreição pró-nazista. Em resposta, 50 soldados da Rodésia do Sul chegaram a Niassalândia por via aérea. Eles retornaram a Salisbury depois de apenas um mês, não tendo encontrado nenhum risco de uma possível rebelião. Vários campos foram construídos em Niassalândia, destinados a abrigar refugiados de guerra poloneses. Além disso, os "estrangeiros inimigos" percebidos - principalmente membros da comunidade alemã, mas também colonos italianos foram trazidos para a Rodésia do Sul para serem internados durante a guerra.
Muitos nyasas lutaram pelos britânicos durante a guerra, principalmente como askaris do King's African Rifles (KAR). Outros foram recrutados para a Artilharia, Engenheiria, Corpo de Serviço e Corpo Médico, colocando o número total de nyasas alistados em cerca de 27.000. Nyasas lutaram em vários teatros, incluindo a Campanha da África Oriental, invasão italiana da Somalilândia Britânica, Batalha de Madagascar e a Campanha da Birmânia. A economia de Niassalândia se beneficiou do fim da guerra quando os soldados que voltavam para casa, voltaram com habilidades úteis, como os 3.000 que haviam sido treinados como motoristas de caminhão.

### Nova Zelândia
A Nova Zelândia declarou a guerra em 3 de setembro de 1939, retroagindo a data até a data da declaração britânica.
"Com gratidão pelo passado e confiança no futuro, nos distanciamos sem medo da Grã-Bretanha. Onde ela vai, nós vamos; onde ela está, ficamos de pé. Somos apenas uma nação pequena e jovem, mas marchamos com uma união de corações e almas para um destino comum."
A Nova Zelândia enviou uma divisão do Exército que serviu na Grécia, norte da África e Itália, e ofereceu um bom número de pilotos e tripulações à Força Aérea Real para a Inglaterra. Os navios de guerra da Marinha Real da Nova Zelândia lutaram no Atlântico Sul, inclusive na Batalha do Rio da Prata em 1939, antes de serem chamados de volta para defender a pátria.
A Nova Zelândia lutou na Guerra do Pacífico através de navios de guerra da Marinha Real da Nova Zelândia, da Força Aérea Real da Nova Zelândia e de brigadas independentes do exército, como em Vella Lavella. Enquanto as ilhas nativas da Nova Zelândia não foram atacadas, a taxa de baixas sofrida pelos militares foi a pior per capita de todas as nações da Commonwealth, com exceção da Grã-Bretanha.
No teatro do Sudoeste do Pacífico, a Força Aérea Real da Nova Zelândia participou de uma força única, AirSols, nas Ilhas Salomão, consistindo de esquadrões do Corpo de Fuzileiros Navais dos Estados Unidos, da Marinha dos Estados Unidos, Forças Aéreas do Exército dos Estados Unidos e da Força Aérea Real da Nova Zelândia, com ajuda ocasional da Força Aérea Real Australiana.

### Nicarágua
Durante a guerra, a Nicarágua foi governada por Anastasio Somoza García, que assumira a presidência depois de um golpe militar em 1937. Somoza era aliado dos Estados Unidos e a Nicarágua declarou guerra ao Japão imediatamente após o ataque a Pearl Harbor. Três dias depois, em 11 de dezembro, a Nicarágua declarou guerra à Alemanha Nazista e à Itália e, em 19 de dezembro, à Bulgária, Romênia e à Hungria. Dos seis países do Eixo, apenas a Romênia retribuiu, declarando guerra à Nicarágua no mesmo dia em 19 de dezembro de 1941.

### Niger
Ver África Ocidental Francesa.

### Nigéria
Ver Campanha da África Oriental (Segunda Guerra Mundial).

### Noruega
A Noruega foi estrategicamente importante como rota para o transporte de minério de ferro da Suécia para a Alemanha Nazista, via Narvik. Ambos os lados tinham projetos na Escandinávia. A neutralidade norueguesa foi comprometida no Incidente Altmark.
A Noruega permaneceu neutra até ser invadida pela Alemanha em 9 de abril de 1940, como parte da Operação Weserübung. O governo norueguês fugiu da capital e depois de dois meses de combates foi para a Grã-Bretanha e continuou o combate no exílio.
A Missão Norueguesa de Navegação e Comércio (Nortraship) foi estabelecida em Londres em abril de 1940 para administrar a frota mercante fora das áreas controladas pelos alemães. A Nortraship operava cerca de 1.000 embarcações e era a maior companhia de navegação do mundo. O político britânico Philip John Noel-Baker, Barão de Noel-Baker, comentou depois da guerra que "Sem a frota mercante norueguesa, a Grã-Bretanha e os Aliados teriam perdido a guerra".
Após a ocupação, os alemães começaram a produzir água pesada na Noruega. Após ataques de comandos e ataques de bombardeiros pesados, os alemães decidiram transferir suprimentos de água pesada para a Alemanha.
Os Aliados mantiveram uma decepção de uma invasão planejada da Noruega. Como resultado, outras forças alemãs foram detidas para repelir qualquer tentativa. Em 1944, Finnmark foi libertado pela União Soviética e (juntamente com as partes do norte de Troms) totalmente destruído pelos nazistas em retirada. As forças alemãs se renderam em 8 de maio de 1945.
A Noruega declarou guerra ao Japão em 6 de julho de 1945, com efeito recíproco que remonta a 7 de dezembro de 1941. O atraso foi porque tinha sido impossível para o parlamento se reunir durante a ocupação alemã. Várias centenas de marinheiros noruegueses morreram quando seus navios foram afundados por forças japonesas ou durante e o subsequente cativeiro. Após a guerra, a Noruega se tornou um dos membros fundadores da OTAN.

### Omã
O sultão de Omã declarou guerra à Alemanha Nazista em 10 de setembro de 1939. Durante a Segunda Guerra Mundial, a Grã-Bretanha reconheceu a importância estratégica da localização geográfica de Omã, expandindo as instalações em todo o país. Uma nova pista de pouso foi construída na Ilha de Maceira, que, a partir de 1943, abrigou o Posto de Escalonamento N°. 33. Em 1943, tanto Maceira como Ras al Hadd se tornaram estações da Força Aérea Real Britânica por direito próprio. Unidades do Esquadrão N.º 2925 do Esquadrão do Regimento da RAF protegia essas bases enquanto as embarcações marítimas eram baseadas em Omã para executar tarefas de resgate aéreo-marítimo.

### Países Baixos
Como os belgas, os Países Baixos declararam neutralidade em 1939. Em maio de 1940, os Países Baixos foi invadida após uma feroz resistência contra os nazistas. Roterdã e Midelburgo foram fortemente bombardeados. Os neerlandeses se juntaram aos Aliados e contribuíram com as forças navais e armadas sobreviventes para a defesa do Leste da Ásia, em particular, das Índias Orientais Neerlandesas. Até sua libertação em 1945, os neerlandeses lutaram ao lado dos Aliados ao redor do mundo, das batalhas no Pacífico à Batalha da Grã-Bretanha. Nas ilhas de Aruba e Curaçao (Antilhas Neerlandesas), uma grande refinaria de petróleo foi de grande importância para o esforço de guerra na Europa, especialmente após o Dia D. Como proteção, uma considerável força militar dos Estados Unidos estava posicionada na ilha.

### Palestina
A Palestina permaneceu sob o sistema do Mandato Britânico durante a guerra. Durante a guerra, atuou como um local de hostilidades, como uma área de preparação para os britânicos e uma fonte de tropas. Em julho de 1940, a Itália começou a bombardear Tel Aviv, Haifa e outras cidades costeiras.
Como a Alemanha Nazista era vista como uma ameaça maior, David Ben-Gurion ordenou aos judeus da Palestina que deixassem de lado suas queixas contra os britânicos decorrentes do Livro Branco de 1939 que restringia a imigração judaica à Palestina, afirmando "apoiar os britânicos como se não houvesse Livro Branco e se opor ao Livro Branco como se não houvesse guerra". O Irgun também se sentiu assim e muitos de seus líderes foram libertados da prisão. O ramo mais radical do Irgun discordou e, em 17 de julho de 1940, se dividiu sob a liderança de Avraham Stern e ficou conhecido como "A Organização Militar Nacional em Israel" em oposição ao nome oficial de Irgun: "A Organização Militar Nacional na Terra de Israel". Mais tarde, mudaria seu nome para Lehi, referido pelos britânicos como "Gang Stern", como uma milícia completamente separada.
Durante a Campanha da Síria-Líbano, que começou em 8 de junho de 1941, muitos voluntários da Palestina participaram dos combates, incluindo as unidades Palmach, que haviam sido anexadas às tropas Aliadas. Foi durante essa campanha que Moshe Dayan, ligado à 7ª Divisão da Austrália, perdeu um olho, exigindo que ele usasse o que se tornaria seu emblema de marca.
A fim de manter o status quo ante bellum entre os judeus e os árabes, os britânicos instalaram uma política de recrutamento igual de ambos os grupos para o Regimento Palestino. No entanto, devido aos eventos da Revolta árabe de 1936–1939 na Palestina e à aliança do ex-clérigo muçulmano Grande Mufti de Jerusalém Haje Amin al-Husayni com Adolf Hitler, apenas um árabe se voluntariou para cada três voluntários judeus. Em 6 de agosto de 1942, a política foi abandonada e o regimento foi formado, contendo três batalhões judeus e um árabe. O regimento foi designado principalmente para vigiar o Egito e o Norte da África.
Em 3 de julho de 1944, a Grã-Bretanha concordou em permitir que os judeus lutassem contra os nazistas diretamente e não apenas em um papel de apoio. Assim, os três batalhões judeus do Regimento Palestino, juntamente com o 200º Regimento de Campo, foram reorganizados sob a égide da Brigada Judaica, que veria ação na Itália.
No início da guerra, aproximadamente mil cidadãos alemães residentes na Palestina, conhecidos como Templários, foram deportados pela Grã-Bretanha para a Austrália, onde foram mantidos em campos de concentração até 1946-1947. Embora alguns tenham sido membros registrados do Partido Nazista e marchas nazistas tivessem ocorrido em seus assentamentos, nenhuma evidência foi apresentada até 2007 de que a maioria apoiava Hitler. Embora suas propriedades tivessem sido confiscadas pelas autoridades britânicas, o Estado de Israel decidiu compensá-las em 1962.

### Panamá
A pequena Zona do Canal do Panamá era território dos Estados Unidos e forças americanas da Marinha dos Estados Unidos, Exército dos Estados Unidos, Forças Aéreas do Exército dos Estados Unidos (na Base da Força Aérea de Howard) e forças colombianas ajudadas dentro da Zona do Canal, protegiam o Canal do Panamá de ambos os lados. Este canal proporcionou aos Estados Unidos e aos Aliados a capacidade de mover navios de guerra e tropas rapidamente entre o Oceano Atlântico e o Oceano Pacífico. Como a maior parte da capacidade de construção naval americana era na Costa Leste dos Estados Unidos e no Golfo do México, o canal era vital para mover novos navios de guerra para o Pacífico para combater a Marinha Imperial Japonesa.

### Paquistão
O Paquistão fazia parte da Índia durante a Segunda Guerra Mundial. Veja a seção deste artigo na Índia.

### Paraguai
O governo autoritário do Paraguai, sob o comando de Higinio Morínigo, simpatizava com as Potências do Eixo no início da guerra; grande comunidade alemã do país, em particular, eram defensores do nazismo, bem como a maioria da população paraguaia. Pensou-se seriamente em se juntar à guerra do lado da Alemanha Nazista, mas o presidente dos Estados Unidos Franklin D. Roosevelt evitou isso fornecendo ajuda e equipamentos militares em 1942. O Paraguai declarou guerra à Alemanha em 2 de fevereiro de 1945, quando a guerra estava quase no fim e muitos paraguaios se juntaram à Força Aérea Brasileira para combater as Potências do Eixo.

### Peru
O Peru rompeu relações com o Eixo em 24 de janeiro de 1942. Por causa de sua capacidade de produzir combustível para aviação e sua proximidade com o Canal do Panamá, a refinaria de petróleo e cidade portuária de Talara, no noroeste do Peru, se tornou uma base aérea americana. Embora o Peru não tenha declarado guerra à Alemanha Nazista e ao Japão até 1945 (o Peru declarou "estado de beligerância"), a Marinha do Peru patrulhava a área do Canal do Panamá. Cerca de 2.000 cidadãos peruanos descendentes de japoneses foram detidos e enviados para os Estados Unidos sob ordens americanas, como parte da política de internação da América do Norte.

### Polônia
A Segunda Guerra Mundial começou em setembro de 1939, quando a Polônia sofreu um ataque da Alemanha Nazista e depois da União Soviética. Muitas tropas e militares poloneses escaparam do país ocupado. Eles se reorganizaram na França e participaram da Batalha da França. Mais tarde, os poloneses organizaram tropas no Reino Unido e foram integrados nas forças da Grã-Bretanha com pilotos poloneses servindo com distinção na Batalha da Inglaterra. A Polônia foi o único país ocupado pelos alemães que nunca teve qualquer colaboração oficial com os nazistas. O Movimento da Resistência Polonesa foi a maior resistência anti-nazista em toda a Europa ocupada pelos nazistas e a única resistência não comunista entre os países eslavos. É lembrado por seus métodos ousados e corajosos de resistir à ocupação, muitas vezes enfrentando forças alemãs em batalhas campais. Exércitos poloneses também se reformaram em território soviético. A comunidade polonesa-judaica foi exterminada principalmente no Holocausto na Polônia ocupada pelos nazistas, enquanto os próprios poloneses eram considerados uma ameaça à "raça alemã", e foram classificados como "sub-humanos". Milhões de poloneses foram enviados para campos de concentração ou foram mortos de outras maneiras na Polônia ocupada. A Polônia ocupada pelos alemães era o único território onde qualquer tipo de ajuda aos judeus era punida com a morte pelo ajudante e toda a sua família. No entanto, muitos civis poloneses arriscaram suas vidas e as vidas de suas famílias para salvar os judeus dos nazistas. Além disso, os poloneses criaram a "Żegota" a única organização na Europa ocupada, inteiramente focada em ajudar os judeus.

### Portugal
Durante a Segunda Guerra Mundial, Portugal estava sob o controle do ditador António de Oliveira Salazar. No início de setembro de 1939, Portugal proclamou a neutralidade para evitar uma operação militar em território português. Esta ação foi bem recebida pela Grã-Bretanha. A invasão da França pela Alemanha Nazista levou os nazistas aos Pireneus, o que aumentou a capacidade de Adolf Hitler de causar pressões sobre Portugal e Espanha.
Após a invasão nazista da União Soviética, que cortou o fornecimento de metal de tungstênio, a Alemanha buscou o tungstênio em Portugal. Salazar tentou limitar as suas compras e, no final de 1941, os submarinos alemães atacaram navios portugueses. Em janeiro de 1942, Salazar assinou um acordo para vender tungstênio para a Alemanha. Em junho de 1943, a Grã-Bretanha invocou a antiga Aliança Luso-Britânica solicitando o uso dos Açores para estabelecer uma base aérea e naval. Salazar obedeceu imediatamente. Os Aliados prometeram toda a ajuda possível no caso de um ataque alemão e garantiram a integridade das possessões territoriais de Portugal. Em 1944, Portugal declarou um embargo total de embarques de tungstênio para a Alemanha. A Alemanha protestou, mas não retaliou.
Lisboa se tornou um porto seguro para uma dispersão de judeus de toda a Europa. Refugiados judeus da Europa Central receberam o status de residente. Após a invasão alemã da França, Portugal permitiu que milhares de refugiados judeus entrassem no país. Com o avanço da guerra, Portugal concedeu vistos de entrada a pessoas que vinham de operações de resgate, com a condição de que Portugal fosse usado apenas como ponto de trânsito. Mais de 100.000 judeus e outros refugiados conseguiram fugir da Alemanha Nazista através de Lisboa. No início dos anos 40, havia milhares de judeus chegando a Lisboa e semanas depois indo para outros países.

#### Macau Português
Embora os militares japoneses tenham invadido e ocupado a colônia britânica vizinha de Hong Kong em 1941, eles inicialmente evitaram a interferência direta nos assuntos de Macau. Continuou a ser um território neutro, pertencente a Portugal, mas as autoridades portuguesas não tinham capacidade para impedir as atividades japonesas em Macau e arredores. Em 1943, o Japão ordenou que o governo de Macau aceitasse conselheiros japoneses. As limitadas forças militares portuguesas em Macau foram desarmadas, embora Macau nunca tenha sido ocupado.

#### Timor Português (Timor-Leste)
No início de 1942, as autoridades portuguesas mantiveram a sua neutralidade, apesar das advertências dos governos australiano e neerlandeses das Índias Orientais de que o Japão iria invadir. Para proteger as suas próprias posições no vizinho Timor Neerlandeses, as forças australianas e neerlandesas desembarcaram no Timor Português e ocuparam o território. Não houve resistencia armada das forças portuguesas ou da população civil. No entanto, em questão de semanas, as forças japonesas desembarcaram, mas foram incapazes de subjugar uma resistência substancial, sob a forma de uma campanha de guerrilha lançada pelos comandos Aliados e continuada pela população local. Estima-se que 40.000 a 70.000 civis timorenses foram mortos pelas forças japonesas durante 1942-1945.

### Quênia
Durante a guerra, o Quênia foi um dos mais importantes locais de recrutamento para o Exército Britânico na África. Durante o curso da guerra, 98.240 quenianos foram alistados como Askaris no King's African Rifles (KAR), representando 30% da força total da unidade. A grande maioria dos soldados do Quênia, dos quais a maioria era recrutada, era esmagadoramente africana e a política de segregação racial no Exército Britânico significava que eles eram comandados por oficiais brancos e suboficiais. Os negros não foram capazes de subir acima do posto de Oficial de garantia.
Soldados quenianos serviram na bem-sucedida Campanha da África Oriental contra os italianos, bem como a invasão de Madagascar realizada pela França de Vichy e a Campanha da Birmânia contra os japoneses, ao lado de tropas da África ocidental. Os quenianos também serviram na Marinha Real Britânica e alguns indivíduos também serviram na Força Aérea Real Britânica.

### Quirguistão
O Quirguistão fazia parte da União Soviética durante a Segunda Guerra Mundial. Veja a seção deste artigo na União Soviética.

### Reino Unido
O Reino Unido foi um dos Aliados originais, entrando na guerra em 1939 para honrar suas garantias à Polônia. Após a queda da França, o Reino Unido foi o único país aliado deixado na Europa até a invasão da Grécia. Permaneceu o único dos Três Grandes na guerra até 1941, quando a União Soviética foi invadida. O Reino Unido estava fortemente envolvido nos teatros da Europa Ocidental, do Atlântico, Mediterrâneo, África e do Sudeste Asiático, e foi considerado um dos Três Grandes durante as conferências Aliadas na segunda metade da guerra. O Reino Unido mantinha laços estreitos com as nações do Império Britânico e as forças desses países eram frequentemente incorporadas às operações militares britânicas.
Na Irlanda do Norte, apesar das demandas do governo de Stormont, o recrutamento nunca foi implementado devido à oposição nacionalista irlandesa, que ecoou a agitação nacionalista contra o recrutamento militar durante a Primeira Guerra Mundial.

#### Ilhas do Canal
As Ilhas do Canal são dependências autônomas da Coroa ao largo da costa da França, e foram o único território britânico a ser ocupado pela Alemanha Nazista durante a Guerra. As ilhas dependem do Reino Unido para sua defesa e relações externas. Em 1940, o governo britânico desmilitarizou as ilhas e foi posteriormente ocupado pelas forças alemãs. Fortes defesas alemãs foram criadas, mas as ilhas não foram atacadas, exceto por ataques espaciais ocasionais. Forças alemãs nas ilhas se renderam no final da guerra. Quase todo o povo judeu fugiu das ilhas antes da ocupação alemã; os que ficaram foram deportados para campos de extermínio.

#### Ilha de Man
A Ilha de Man é uma dependência autônoma da Coroa do Reino Unido. Suas relações externas e defesa, no entanto, são de responsabilidade do governo do Reino Unido. Durante a Segunda Guerra Mundial, a Ilha de Man tinha um campo de detenção para os cidadãos do Eixo e supostos simpatizantes, incluindo membros da União Britânica de Fascistas e do Exército Republicano Irlandês. Uma base naval, rede de radar e estações de treinamento também foram estabelecidas na ilha.

### República Centro-Africana
Ver África Equatorial Francesa.

### República Checa
A República Checa fazia parte da Checoslováquia durante a Segunda Guerra Mundial. Veja a seção deste artigo na Checoslováquia.

### República do Congo
Ver África Equatorial Francesa.

### República Dominicana
A República Dominicana declarou guerra à Alemanha Nazista e ao Japão após os ataques a Pearl Harbor. Não contribuiu diretamente com tropas, aviões ou navios, no entanto, 112 dominicanos foram integrados as Forças Armadas dos Estados Unidos e lutaram na guerra. Além disso, 27 dominicanos foram mortos quando submarinos alemães afundaram quatro navios dominicanos no Caribe.

### República Democrática do Congo
A República Democrática do Congo era o Congo Belga, parte do Império Colonial Belga durante a Segunda Guerra Mundial. Veja a seção deste artigo sobre a Bélgica, e sua subseção sobre o Império Colonial Belga.

### Rodésia do Norte (Zâmbia)
A Rodésia do Norte (atual Zâmbia) era uma colônia britânica. Como tal, foi coberto pela declaração britânica de guerra. Unidades da Rodésia do Norte serviram na África Oriental, Madagascar e Birmânia.

### Rodésia do Sul (Zimbabwe)
A Rodésia do Sul (atual Zimbabwe) era uma colônia britânica autônoma desde 1923. Estava coberto pela declaração britânica de guerra, mas seu governo colonial emitiu uma declaração simbólica de guerra de qualquer maneira. As tropas brancas da Rodésia do Sul não serviam em uma unidade composta (ao contrário de suas contrapartes australianas, canadenses ou sul-africanas) porque constituíam uma parte significativa da população de colonos; temia-se que o futuro da colônia pudesse ser posto em perigo se uma unidade rodesiana do sul fosse para o campo e sofresse pesadas baixas. Os rodesianos do sul serviram na África Oriental, Europa, Norte da África, Oriente Médio e a Campanha da Birmânia. Um número significativo de tropas rodesianas do sul, especialmente nos Rhodesian African Rifles, eram negros ou mestiços. Seu serviço nunca foi reconhecido pelo governo da União Nacional Africana do Zimbabwe - Frente Patriótica em Harare. Ian Smith, o futuro primeiro-ministro, como muitos de seus contemporâneos brancos, serviu sob o comando britânico como piloto de combate na Força Aérea Real Britânica.

### Romênia
A Romênia teve seu primeiro envolvimento na guerra ao fornecer direitos de trânsito para membros do governo polonês, seu tesouro e muitas tropas polonesas em 1939. Durante 1940, ameaçada com a invasão soviética, a Romênia cedeu território à União Soviética, Hungria e à Bulgária e, após uma convulsão política interna, a Romênia aderiu ao Eixo. Posteriormente, o exército romeno participou com mais de 600.000 homens na invasão liderada pelos alemães da União Soviética, com suas forças participando da captura de Odessa, Sevastopol e, finalmente, sofrendo perdas irrecuperáveis em Stalingrado. A Romênia também foi uma importante fonte de petróleo para a Alemanha Nazista através dos campos de petróleo de Ploiești.
Com a entrada das tropas soviéticas na Romênia e um golpe real em agosto de 1944, um governo pró-aliado foi instalado, e depois que a Alemanha e a Hungria declararam guerra à Romênia, o país se aliou aos Aliados como co-beligerante pelo restante da guerra. O número total de tropas implantadas contra o Eixo foi de 567.000 homens em 38 divisões do exército. O Exército Romeno esteve envolvido no Cerco de Budapeste e chegou até a Checoslováquia e a Áustria.
Depois da guerra, a Romênia se tornou uma República Popular quando o país caiu sob a esfera de influência soviética e aderiu ao Pacto de Varsóvia.

### Rússia
A Rússia fazia parte da União Soviética durante a Segunda Guerra Mundial. Veja a seção deste artigo na União Soviética.

### Samoa
Samoa declarou guerra à Alemanha Nazista junto com a Nova Zelândia, que administrou toda a Samoa Ocidental sob o Mandato da Liga das Nações. Antes da Primeira Guerra Mundial, Samoa era uma colônia alemã e foi ocupada pela Nova Zelândia em 1914. Sob o Tratado de Versalhes, a Alemanha renunciou suas reivindicações às ilhas.
Samoa enviou muitas tropas para lutar com as Forças Armadas da Nova Zelândia na guerra. Após o naufrágio de um navio de comida samoano por uma canhoneira japonesa em 1940, o governo samoano foi forçado a despachar um navio armado. O HMS Fa'i estava em ação e afundou sete navios, incluindo o barco de ataque.
Quando as forças armadas americanas entraram em Samoa, usando-a como porto, quatro minissubmarinos foram vistos entrando no porto da capital Apia. A guarda da casa de Samoa reagiu disparando, resultando no afundamento do Hirojimi e do Shijomiki.

### San Marino
Desde os tempos de Giuseppe Garibaldi, San Marino manteve fortes laços com o Estado italiano. Durante toda a guerra, San Marino manteve sua neutralidade, embora não permanecesse ilesa de ambos os lados. Em 17 a 20 de setembro de 1944, as tropas alemãs em retirada da 278ª Divisão de Infantaria combateram a Batalha de San Marino dentro do país contra as unidades da 4ª Divisão Indiana. Vitória aliada foi seguida por uma ocupação curta.

### Senegal
Ver África Ocidental Francesa.

### Sérvia
A Sérvia fazia parte da Iugoslávia durante a Segunda Guerra Mundial. Veja a seção deste artigo na Iugoslávia.

### Singapura
Singapura fazia parte dos Estabelecimentos dos Estreitos, uma Colônia da coroa Britânica, e está em um local estratégico para rotas marítimas que ligam a Ásia à Europa. Por estas razões, o Japão invadiu Singapura na Batalha de Singapura de 7 de fevereiro a 14 de fevereiro de 1942. A cidade foi renomeada para Syonan e mantida sob ocupação japonesa até o final da guerra em setembro de 1945.

### Somália
Veja Campanha da África Oriental (Segunda Guerra Mundial).

### Sudão do Sul
Veja Campanha da África Oriental (Segunda Guerra Mundial).

### Terra Nova
Durante a Segunda Guerra Mundial, o Domínio da Terra Nova foi governado diretamente pelo Reino Unido. Entrou para a guerra em 4 de setembro de 1939, declarando guerra à Alemanha Nazista. As defesas de Terra Nova e as forças da Guarda Nacional de Terra Nova foram integradas com as forças armadas canadenses, e ambos os governos concordaram em formar uma organização conjunta de defesa costeira. Como parte do Acordo Anglo-Americano de Contratorpedeiros por Bases, os Estados Unidos receberam as bases da Força Aérea e da Marinha dos Estados Unidos no território de Terra Nova.
Terra Nova foi encorajada a se alistar nas grandes Forças Armadas do Reino Unido e do Canadá. Mais de 3200 habitantes de Terra Nova se alistaram na Marinha Real Britânica. Em 14 de setembro de 1939, a Marinha Real Britânica solicitou 625 pescadores ou marinheiros experientes para um serviço especial na Patrulha Norte, vigiando as rotas marítimas do Atlântico.
A Artilharia Real ergueu o 57º Regimento de Campo de Terra Nova, que lutou no norte da África e na Itália, e a 59ª Artilharia Pesada de Terra Nova, que lutou na Normandia e no noroeste da Europa. Outros 700 habitantes da Terra Nova serviram na Força Aérea Real Britânica, mais notavelmente no 125º Esquadrão da Terra Nova. Ao todo, cerca de 15 mil habitantes de Terra Nova viram um serviço ativo e milhares de outros estavam envolvidos no dever perigoso da Marinha Mercante. Cerca de 900 habitantes da Terra Nova (incluindo pelo menos 257 Marinheiros Mercantes) perderam a vida no conflito.
Terra Nova poderia ter sido o único local na América do Norte sob ataque direto das forças alemãs quando os U-Boots atacaram quatro cargueiros de minérios dos Aliados e o píer de carregamento na Ilha Bell. Os cargueiros S.S. Saganaga e S.S. Lord Strathcona foram afundados pelo U-Boot U-513 em 5 de setembro de 1942, S.S. Rosecastle e o P.L.M. 27 foram afundados pelo U-518 em 2 de novembro de 1942.
No entanto, navios Aliados foram afundados à vista da costa norte-americana (dentro das águas territoriais), e equipes de sabotadores alemães desembarcaram através de U-Boots no Estado de Nova Iorque e na Flórida. Além disso, as tropas alemãs foram desembarcadas na Gronelândia e em Labrador na Terra Nova, para estabelecer estações meteorológicas.

### Território do atol Palmyra
Durante a Segunda Guerra Mundial o atol serviu de ponto estratégico para os Estados Unidos, já que esse atol é um território incorporado desorganizado americano, esse atol teve um grande papel na derrota do Império do Japão na Segunda Guerra Mundial no Pacífico.
Várias visitas foram feitas nesse atol durante a guerra mundial de militares que queriam ver a ilhota, essa ilha foi bombardeada durante a Segunda Guerra Mundial em Dezembro de 1941.

### União Soviética
A participação da União Soviética na Segunda Guerra Mundial começou com as Batalhas de Khalkhin Gol contra o Japão, na Mongólia, entre maio e agosto de 1939. Mais tarde naquele ano, protegido pelo Pacto Molotov-Ribbentrop, invadiu a Polônia oriental cerca de três semanas depois que os alemães invadiram o oeste do país. Durante os onze meses seguintes, os soviéticos ocuparam e anexaram os Países Bálticos. A União Soviética apoiou a Alemanha Nazista no esforço de guerra contra a Europa Ocidental, através do Acordo de Crédito Alemão-Soviético de 1939 e do Acordo Comercial Alemão-Soviético de 1940, com suprimentos de matérias-primas bloqueadas pelo bloqueio naval britânico. Após a recusa da Finlândia de demandas soviéticas por bases militares e uma troca territorial, a União Soviética invadiu em 30 de novembro de 1939, na Guerra de Inverno. A União Soviética também anexou a Bessarábia, levando a Romênia a se aliar à Alemanha.
Em 22 de junho de 1941, a Alemanha lançou um enorme ataque surpresa à União Soviética. Apesar de suas perdas colossais, apenas os soviéticos foram responsáveis por 80% das baixas militares alemãs na Segunda Guerra Mundial. Consequentemente, uma vez que a maioria das forças alemãs estava concentrada na Frente Oriental, a União Soviética conseguiu empurrar os alemães de volta assim que os Aliados abriram uma segunda frente na Europa.
Depois de um avanço inicial devastador, a Wehrmacht sofreu sua primeira derrota na guerra em Moscou. Os alemães e seus aliados tentaram em 1942 avançar para o sul, para o Cáucaso. Após seis meses de luta, em Stalingrado eles sofreram uma derrota crucial. No final de 1943, na sequência da Batalha de Kursk, o Exército Vermelho ganhou a iniciativa com uma série de grandes vitórias, culminando no avanço das forças soviéticas na Europa Oriental durante 1944 e sobre a Alemanha em 1945, concluídas pela Batalha de Berlim. A guerra contra a União Soviética infligiu na perda de vidas (civis e militares), numa escala maior do que qualquer outro país na guerra. Após o fim da guerra na Europa e o bombardeio atômico americano de Hiroshima, a União Soviética entrou na guerra contra o Japão. A União Soviética, como um dos principais vencedores, ganhou um dos assentos permanentes no Conselho de Segurança das Nações Unidas. Depois da guerra, a esfera de influência soviética foi ampliada para cobrir a maior parte da Europa Oriental, formalizada no Pacto de Varsóvia. A União Soviética passou a ser considerada uma das duas superpotências da Guerra Fria.

#### República Socialista Soviética da Armênia
A Armênia foi poupada da devastação e destruição causada na maior parte pela União Soviética durante a Grande Guerra Patriótica da Segunda Guerra Mundial. Os nazistas nunca chegaram ao sul do Cáucaso. A Armênia tinha uma população de 1.320.000 no começo da guerra em 1939 e cerca de 300.000 a 500.000 armênios serviram na guerra, quase metade dos quais não retornaram.

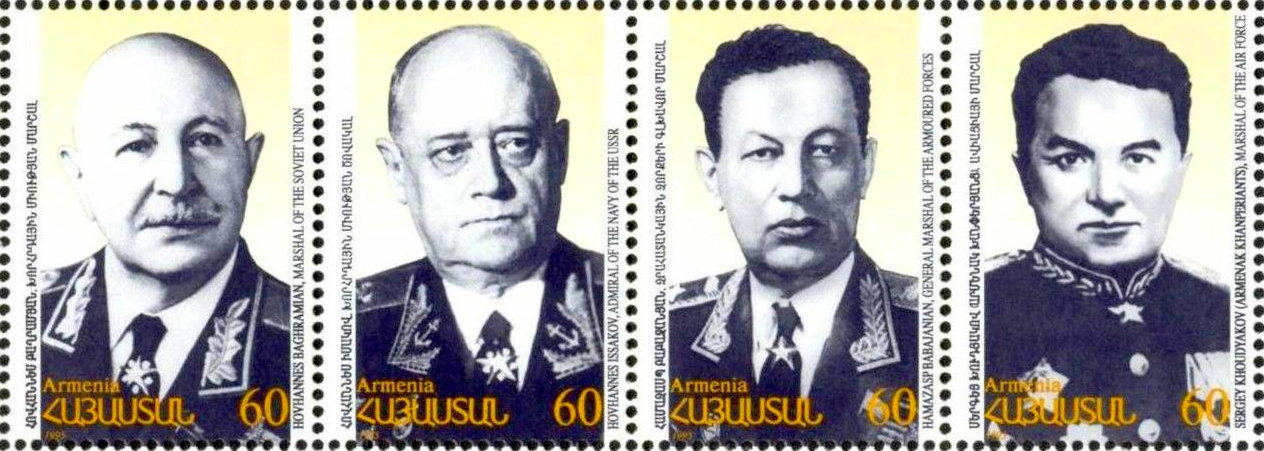
Heróis armênios da Segunda Guerra Mundial em selos:
Bagramyan, Isakov, Babadzhanian, Khudyakov

Um total de 117 armênios, incluindo 10 não-étnicos armênios foram premiados com a medalha Herói da União Soviética. Destes, 36 foram mortos em ação e receberam este título postumamente. 27 soldados armênios e sargentos também receberam a Ordem da Glória, e um total de 66.802 armênios receberam ordens e medalhas da União Soviética. Os armênios que vivem nas regiões ocupadas da União Soviética formaram grupos partidários para combater os alemães. Mais de 60 armênios foram promovidos para o posto de general, e com um adicional de quatro, eventualmente, atingindo o posto de Marechal da União Soviética. Hovhannes Bagramyan foi o primeiro marechal não-eslavo e comandante a ocupar o cargo de comandante da frente quando foi designado comandante da Primeira Frente Báltica em 1943. O almirante Ivan Isakov se tornou o segundo Almirante da frota da União Soviética. Hamazasp Babadzhanian foi o segundo de apenas dois chefes-marechal de tanque e das tropas blindadas. Sergei Khudyakov foi um o terceiro a ser o Marechal da Aviação.
Seis divisões militares especiais foram formadas na Armênia soviética em 1941-1942, em parte porque muitos recrutas da república não conseguiam entender o russo. Só estas seis divisões tinham mais de 67.000 soldados. Cinco delas, a 89ª, 409ª, 408ª, 390ª e a 76ª Divisões, teriam um histórico distinto de guerra, enquanto a sexta foi ordenada a permanecer na Armênia para proteger as fronteiras ocidentais da república contra uma possível incursão da vizinha Turquia. A 89ª Divisão Tamanya, composta por armênios étnicos, se distinguiu durante a guerra. Liderado pelo Major-General Nver Safaryan, ele lutou na Batalha de Berlim e entrou em Berlim. Muitos soldados armênios também serviram em duas outras divisões multiétnicas. Eles vieram não apenas da Armênia Soviética, mas também de outras repúblicas soviéticas e outros países com minorias armênias consideráveis.
A República Socialista Soviética da Armênia forneceu armas e reconstruiu aviões quebrados. Os trabalhadores doaram ao Fundo de Defesa 216.000.000 de rublos. A Armênia, como presente, enviou para a frente de combate 45 vagões de provisões. As comunidades armênias no Oriente Médio e no Ocidente também doaram somas consideráveis de dinheiro ao governo soviético para ajudar a construir uma série de tanques para o Exército Vermelho. Esses tanques receberam o nome de Davi de Sassum, o herói de um épico medieval armênio, e do marechal Bagramyan.
Fora da Armênia e da União Soviética, Missak Manouchian foi um dos líderes da Resistência Francesa. Ele foi capturado e executado pelos nazistas em 1944, juntamente com mais de 20 membros da região de Paris da FTP-MOI liderada por Manouchian, e continua sendo uma figura muito respeitada na história moderna da França. Soldados condecorados que lutaram no Exército dos Estados Unidos incluem Ernest H. Dervishian (Medalha de Honra), Harry Kizirian (soldado mais condecorado de Rhode Island e um dos fuzileiros navais mais condecorados da guerra), e Victor Maghakian (um dos soldados mais condecorados da guerra). os soldados americanos mais condecorados da guerra). Os irmãos Noel Agazarian e Jack Agazarian ambos serviram na Força Aérea Real Britânica, Noel foi promovido a oficial de voo e participou da Batalha da Grã-Bretanha antes de ser morto em ação em 1941, enquanto Jack também se tornou um agente de campo para o Serviço Secreto de Inteligência do Reino Unido (MI6) foi capturado e executado em 1945. Sua irmã, Monique Agazarian, se tornou uma das 10 jovens mulheres aceitas no Auxiliar de Transporte Aéreo para treinamento de pilotos.
Gevork Vartanian foi um agente da inteligência responsável por frustrar a Operação Weitsprung, evitando assim o assassinato de Joseph Stalin, Winston Churchill e Franklin D. Roosevelt na Conferência de Teerã em 1943.
No lado do Eixo, a Armenische Legion foi criada dentro da Wehrmacht, que consistia principalmente de prisioneiros de guerra soviéticos, que haviam optado por lutar pelas forças alemãs em vez de serem enviadas para os campos de prisioneiros nazistas ou mortos. A legião foi liderada pelo ex-Ministro da Defesa da Armênia, general Drastamat Kanayan, que lutou contra a União Soviética na Frente Oriental. Kanayan estava entre a minoria da legião que se ofereceu, na esperança de libertar a Armênia do controle soviético. O número total de armênios servindo nas forças armadas alemãs durante a guerra chegou a 33.000: 14.000 foram colocados em batalhões de campo, enquanto outros 7.000 serviram em unidades logísticas e outras unidades não combatentes. A legião participou da ocupação da península da Crimeia e do Cáucaso. Não participou do Holocausto, pelo contrário, vários soldados judeus capturados como prisioneiros de guerra foram salvos por alguns dos armênios na Legião. Vários casos incluíram judeus sendo enviados ao batalhão para evitar a detecção pelos nazistas. No final da guerra, muitos da Legião desertaram, ou se revoltaram. Apesar da Alemanha Nazista reconhecer que os armênios eram um povo indo-europeu (ou ariano), Adolf Hitler declarou pessoalmente: "Eu não confio nos armênios".
Ainda existem cerca de 9.000 veteranos da guerra que vivem na Armênia.

#### República Socialista Soviética do Azerbaijão
Durante a Segunda Guerra Mundial, o Azerbaijão fazia parte da União Soviética como a República Socialista Soviética do Azerbaijão. A capital, Baku, foi o maior centro de produção de equipamentos para a indústria petrolífera antes da Segunda Guerra Mundial. Os campos de petróleo se tornaram um dos principais objetivos da invasão da União Soviética por Adolf Hitler, e a Batalha de Stalingrado foi travada por esse objetivo.
A mobilização afetou todas as esferas da vida. Os trabalhadores nos campos de petróleo estenderam seu trabalho para turnos de 12 horas, sem folgas, sem feriados e sem férias até o final da guerra. Baku se tornou o principal objetivo estratégico da ofensiva Caso Azul de 1942. O exército alemão foi inicialmente parado nas montanhas do Cáucaso, derrotado decisivamente na Batalha de Stalingrado e forçado a recuar.
Como as outras pessoas do Cáucaso, alguns azeris se juntaram ao lado da Alemanha Nazista. Essas unidades incluíam:
- Aserbaidschanische Legion
- Freiwilligen-Stamm-Regiment 2
- Formações Voluntárias Azeris da SS

#### República Socialista Soviética da Bielorrússia
Durante a Segunda Guerra Mundial, a Bielorrússia fazia parte da União Soviética, como a República Socialista Soviética da Bielorrússia. Por causa do Pacto Molotov-Ribbentrop, a União Soviética foi induzida a uma falsa sensação de segurança e foi invadida em 22 de junho de 1941. Os habitantes judeus foram cercados por Einsatzgruppen e abatidos. A Bielorrússia foi recuperada durante a Operação Bagration em agosto de 1944.

#### República Socialista Soviética da Geórgia

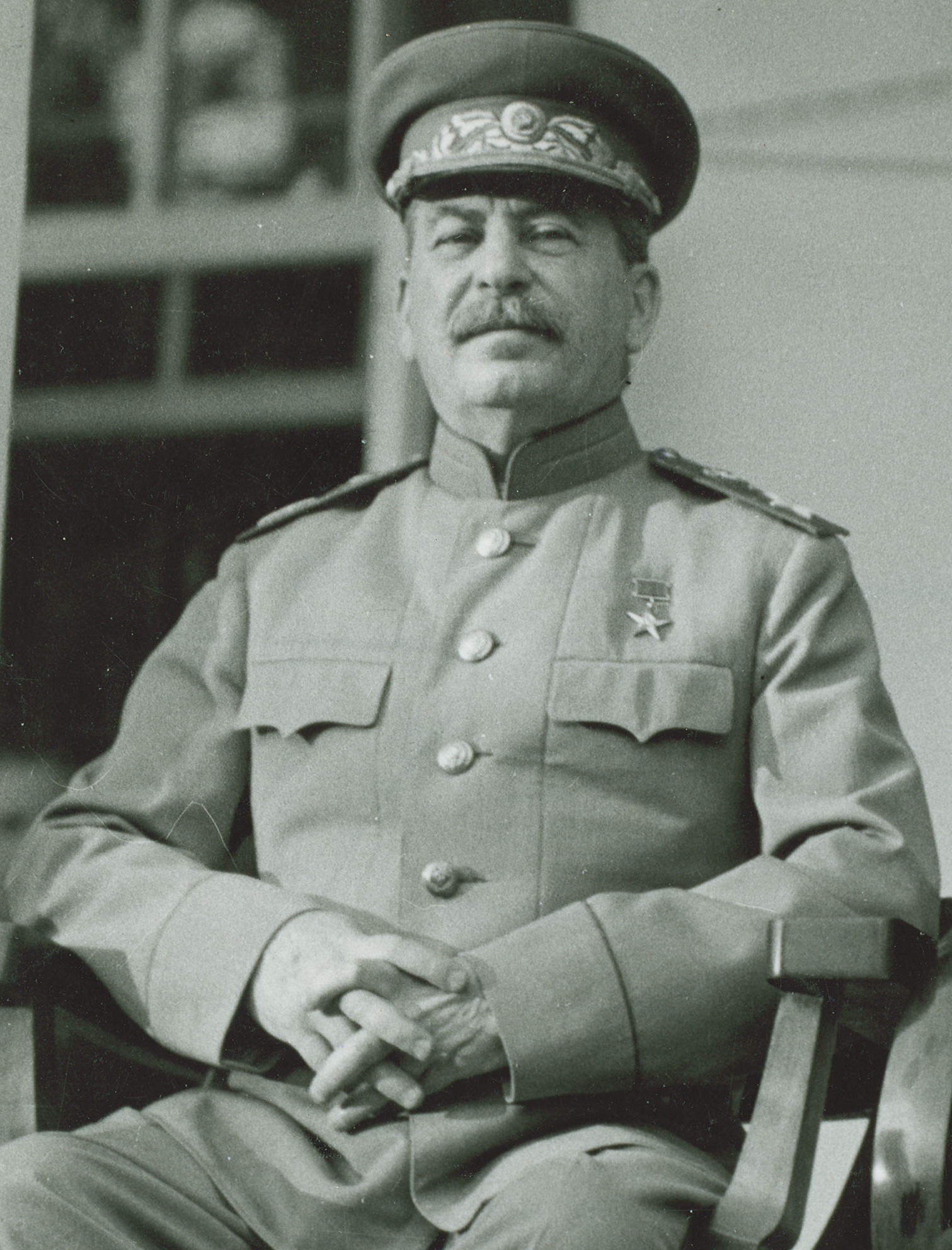
Líder soviético Joseph Stalin

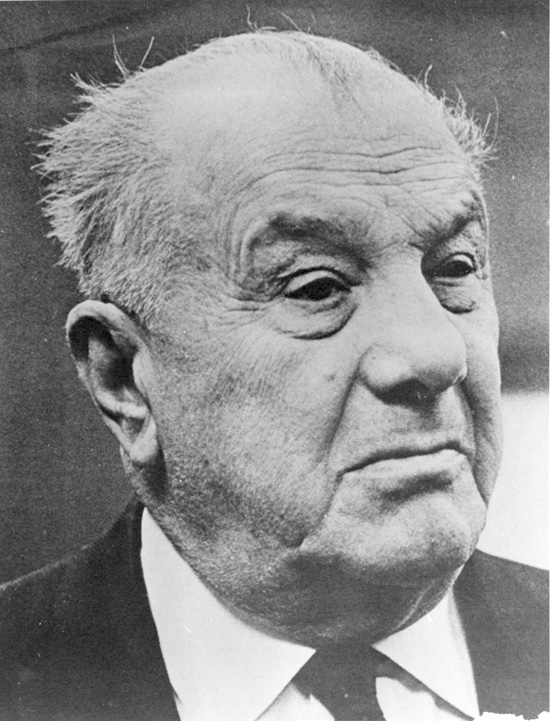
Alexander Kartveli

Embora as Potências do Eixo nunca tenham penetrado na República Socialista Soviética da Geórgia, a Geórgia soviética contribuiu para o esforço de guerra com quase 700.000 oficiais e soldados (cerca de 20% do total de 3.2 à 3.4 milhões de cidadãos mobilizados), dos quais aproximadamente 300.000 foram mortos. 137 georgianos foram condecorados com o Herói da União Soviética, tendo sido os mais numerosos beneficiários deste prêmio no Cáucaso. O país também era uma fonte vital de têxteis, bem como um dos mais importantes fabricantes de aviões de guerra de quase todos os tipos soviéticos, incluindo o Yak-3, LA-5 e o LaGG-3.
Além de Joseph Stalin e Lavrenti Beria, que serviam sob a União Soviética, outros georgianos estavam envolvidos:
- Zakaria Bakradze
- Valerian Tevzadze[126]
- Jerzy Tumaniszwili[127]
- Vasilij Kvachantiradze. Outro atirador distinto foi Noah Adamia, foi uma figura-chave no Cerco de Sebastopol.
- Giorgi Abashvili
- Dimitri Amilakhvari[128][129][130]

Cerca de 30.000 voluntários e emigrantes, mas também soldados soviéticos capturados e georgianos, escolheram lutar pelos alemães, em unidades como:
- Georgische Legion (Voluntários georgianos, mas também incluía voluntários de outras regiões)
- Freiwilligen-Stamm-Regiment 1 (Voluntários georgianos)
- SS-Waffengruppe Georgien (Voluntários georgianos)
- I. Sonderverband Bergmann (2 batalhões georgianos, 1 azeri e 2 norte-caucasianos)

As pessoas se juntaram ao Eixo por vários motivos. Soldados soviéticos capturados foram forçados a mudar de lado ou morrer. Adolf Hitler prometeu que a Geórgia que voltaria a ser independente, com o dobro do tamanho de uma república soviética.

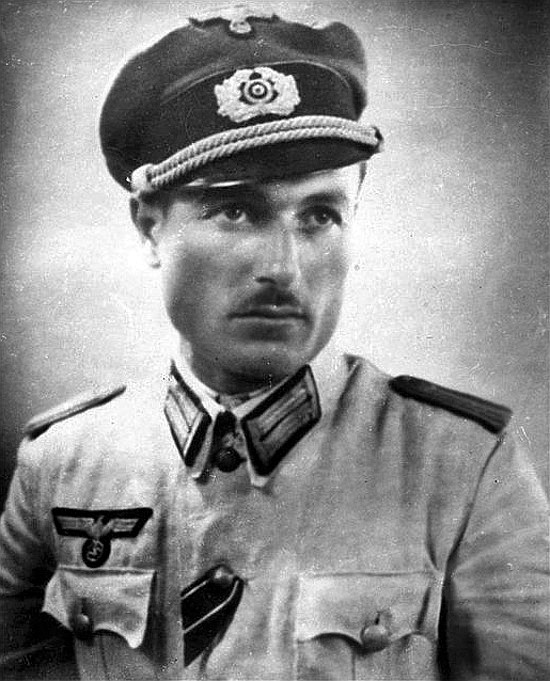
Shalva Loladze, líder dos rebeldes georgianos em Texel.

Um batalhão georgiano nos Países Baixos (822º Batalhão de Infantaria) encenou o que é descrito como a última batalha da Europa na Segunda Guerra Mundial. Este evento foi o Levante georgiano de Texel. Quando ficou claro que os alemães estavam perdendo, os colaboracionistas georgianos do Batalhão "Queen Tamar" decidiram trocar de lado. Em 6 de abril de 1945, mais de 400 oficiais alemães e soldados foram mortos. Depois da fracassada tentativa dos georgianos de levar baterias costeiras pesadamente fortificadas, um pesado contra-ataque levou a um combate feroz. 565 georgianos, 117 neerlandeses e cerca de 800 alemães morreram durante esta batalha.
Alexander Kartveli era um imigrante da Geórgia que projetou o caça P-47 Thunderbolt. Ele experimentou e implementou motores a jato em aeronaves em 1944.
Aleksandr Nadiradze, mais tarde um importante engenheiro de mísseis soviéticos, desenvolveu projéteis anti-tanque durante a Segunda Guerra Mundial. Depois de ser nomeado chefe de um OKB, ele assumiu vários outros projetos.
Nikolai Muskhelishvili era um cientista soviético cujas teorias e pesquisas em vários campos contribuíram para o avanço geral da União Soviética no desenvolvimento de equipamentos militares, especialmente durante a Segunda Guerra Mundial e na Guerra Fria.

### Sri Lanka
O Sri Lanka fazia parte do Ceilão durante a Segunda Guerra Mundial. Veja a seção deste artigo na Ceilão.

### Santa Lúcia
Ver Ilhas Caribenhas.

### Suécia
A Suécia manteve a neutralidade durante a Segunda Guerra Mundial, embora alguns voluntários suecos tenham participado da Guerra de Inverno e da Guerra de Continuação contra a União Soviética.
Depois que a Dinamarca e a Noruega foram invadidas em 9 de abril de 1940, a Suécia e os demais países do Mar Báltico ficaram cercados pela Alemanha Nazista e pela União Soviética, em termos amigáveis entre si, conforme formalizado no Pacto Molotov-Ribbentrop. Os longos combates na Noruega resultaram na intensificação das exigências alemãs de apoio indireto da Suécia, exigindo que os diplomatas suecos fossem capazes de se defender lembrando aos alemães o sentimento de proximidade dos suecos com seus irmãos noruegueses. Com a conclusão das hostilidades na Noruega, este argumento se tornou insustentável, forçando o Gabinete a ceder à pressão alemã e permitir transportes de tropas contínuos (desarmados), via ferrovias suecas, entre a Alemanha e a Noruega. No máximo, havia mais de 350.000 soldados alemães na Noruega. Uma força considerável estava lutando desde Finnmark (porto de Kirkenes, etc.) contra os soviéticos perto de Murmansk.

### Suíça
A Suíça pretendia ser uma potência neutra durante a guerra, mas as ameaças do Eixo e as mobilizações militares em direção às suas fronteiras levaram os militares suíços a se prepararem para a guerra. Após a invasão alemã da Polônia em 1 de setembro de 1939, este país foi completamente mobilizado em três dias. Uma invasão da Suíça, codinome da Operação Árvore de Natal, foi planejada para 1940, mas Adolf Hitler decidiu que seria um desperdício de recursos. Diferentemente dos Países Baixos, Bélgica e de outras nações da Europa ocidental que haviam caído facilmente sob a guerra de manobra alemã, a Suíça tinha um forte terreno militar e montanhoso oferecendo aos defensores o valor tradicional de terrenos elevados na guerra de montanhas.
Apesar de sua neutralidade, a Suíça não estava livre de hostilidades. No início da guerra, caças suíços derrubaram vários aviões alemães por violar o espaço aéreo suíço. Centenas de aeronaves de ambos os lados pousaram na Suíça, como as que sofreram danos de batalha, e foram confiscadas nos aeroportos suíços e suas tripulações mantidas até o final da guerra. Aviadores Aliados foram presos, em alguns casos, contrários à legislação suíça, e alguns foram supostamente sujeitos a abuso em campos de concentração. Várias cidades suíças foram acidentalmente bombardeadas por ambos os lados. Com o tempo, a Suíça foi oficialmente proclamada como seu próprio lado na guerra por causa de sua natureza defensiva e hostil em relação aos dois lados. Embora o governo suíço fosse antinazista, as tropas suíças não intervieram diretamente no conflito europeu. Depois da guerra, surgiram controvérsias sobre os bens das vítimas e perpetradores do Holocausto mantidos em bancos suíços.

### Síria
A Síria estava sob controle francês durante a Segunda Guerra Mundial. Após a rendição francesa em 1940, este foi o governo "Vichy", um fantoche do regime nazista. Churchill temia o uso da Síria para ameaçar o suprimento de petróleo iraquiano da Grã-Bretanha. Estes parecem ser comprovados quando a Luftwaffe fornece voos para o novo regime pró-alemão iraquiano (sob Rashid Ali) reabastecido em Damasco.
Em junho de 1941, as forças britânicas e francesas livres invadiram a Síria e, após uma resistência efetiva, as forças de Vichy se renderam em julho de 1941. A ocupação britânica durou até o final da guerra. A província de İskenderun foi dada à Turquia para ser mantida neutra na guerra.

### Tajiquistão
O Tajiquistão fazia parte da União Soviética durante a Segunda Guerra Mundial. Veja a seção deste artigo na União Soviética.

### Tailândia
A Tailândia era nominalmente uma aliada do Japão no começo da guerra. O marechal de campo Plaek Pibulsonggram, um ditador militar com inclinações nacionalistas, governou sob o rei tailandês. A Tailândia não se envolveu quando a guerra estourou na Europa, mas aproveitou a oportunidade da derrota da França para acertar as reivindicações de partes da Indochina Francesa, na Guerra Franco-Tailandesa. A invasão japonesa da Tailândia em dezembro de 1941 trouxe cinco horas de guerra, após as quais Pibulsonggram se rendeu e aquiesceu, tornando o país um trampolim para abrir a Campanha da Birmânia.
A vitória dos japoneses na Campanha Malaia fez o primeiro-ministro mais entusiasmado com a cooperação e, em 21 de dezembro, uma "aliança" formal foi concluída. Em 25 de janeiro de 1942, a Tailândia declarou guerra aos Estados Unidos e ao Reino Unido. Alguns tailandeses desaprovaram e formaram o Movimento Tailândia Livre para resistir. Eventualmente, quando a guerra se voltou contra os japoneses, Pibulsonggram foi forçado a renunciar, e a Tailândia renunciou à aliança com o Japão.

### Tibete
O Tibete era um estado independente de facto que não tinha reconhecimento internacional. Permaneceu neutro durante a guerra. O 14º Dalai Lama, Tenzin Gyatso, foi entronizado pelo governo de Ganden Phodrang, no Palácio de Potala, em 1939. O Tibete estabeleceu um Ministério das Relações Exteriores em 1942 e, em 1946, enviou missões de congratulações à China e à Índia relacionadas ao fim da guerra. A era da independência terminou depois que o Governo Nacionalista da China perdeu a Guerra Civil Chinesa e o Exército Popular de Libertação invadiu o Tibete em 1950.

### Timor-Leste
O Timor-Leste fazia parte do Timor Português durante a Segunda Guerra Mundial. Veja a seção deste artigo na Timor Português.

### Tonga
A rainha de Tonga, Salote Tupou III, colocou os recursos de seu país insular à disposição da Grã-Bretanha e foi um defensora leal da causa aliada durante a guerra.

### Transjordânia
O Emirado da Transjordânia era um território de mandato britânico e as forças da Transjordânia estavam sob comando britânico durante a guerra.

### Trinidad e Tobago
Ver Ilhas Caribenhas.

### Tunísia
Ver Campanha Norte-Africana.

### Turquia
A Turquia ficou neutra até vários meses antes do fim da guerra, quando se juntou às potências aliadas. Antes da eclosão da guerra, a Turquia assinou um Pacto de Ajuda Mútua com a França e a Grã-Bretanha em 1939. Após a invasão alemã da França, no entanto, a Turquia permaneceu neutra, contando com uma cláusula que os desculpava se a ação militar pudesse trazer conflito com a União Soviética, que, após a divisão da Polônia, a Turquia temia. Então, em junho de 1941, depois que a vizinha Bulgária se juntou ao Eixo e permitiu que a Alemanha Nazista movesse tropas para invadir a Iugoslávia e a Grécia, a Turquia assinou um tratado de amizade com a Alemanha.
A Turquia era um importante produtor de cromita, que é um ingrediente-chave na fabricação de aço inoxidável e tijolos refratários, e a Alemanha tinha acesso limitado a ela. A principal questão nas negociações da Turquia com ambos os lados foi a venda de cromita para a Alemanha ou para os Aliados. Os Aliados tiveram acesso a outras fontes e compraram principalmente a cromita para impedir sua venda para a Alemanha. A Turquia suspendeu suas vendas para a Alemanha em abril de 1944 e rompeu relações em agosto. A Turquia declarou guerra às potências do Eixo em fevereiro de 1945, depois que os Aliados fizeram o convite para a reunião inaugural das Nações Unidas (juntamente com os convites de várias outras nações), condicionados à total beligerância. Nenhuma tropa turca jamais viu combate.

### Turcomenistão
O Turcomenistão fazia parte da União Soviética durante a Segunda Guerra Mundial. Veja a seção deste artigo na União Soviética.

### Tuvan
A República Popular de Tuvan era um estado fantoche soviético parcialmente reconhecido. Forças voluntárias de Tuvan tomaram parte nas batalhas na Frente Oriental como parte das formações do Exército Vermelho. Em 14 de outubro de 1944, a República Popular de Tuvan se tornou parte da União Soviética, se tornando o Oblast Autônomo de Tuva. A partir daquele momento, os tuvanos participaram das hostilidades até o final da guerra como cidadãos da União Soviética.

### Ucrânia
A Ucrânia fazia parte da União Soviética durante a Segunda Guerra Mundial. Veja a seção deste artigo na União Soviética.

### Uruguai
O Uruguai foi neutro durante a maior parte da Segunda Guerra Mundial, embora mais tarde se juntasse aos Aliados. Declarou sua neutralidade em 4 de setembro de 1939, embora o presidente Alfredo Baldomir estivesse mal disposto em relação às Potências do Eixo. A neutralidade do Uruguai incluía uma zona de exclusão de 500 km que se estendia desde sua costa, estabelecida como parte da Declaração do Panamá.
Nenhum dos lados do conflito reconheceu a zona de exclusão, e em dezembro, navios de guerra britânicos e o navio alemão Admiral Graf Spee lutaram na Batalha do Rio da Prata dentro da zona. Isso levou a um protesto em conjunto de várias nações latino-americanas para ambos os lados. (O Admiral Graf Spee se refugiou na capital do Uruguai, Montevidéu, reivindicando refúgio em um porto neutro, mais tarde foi dispensado.) No início de 1942, o presidente Baldomir rompeu relações diplomáticas com as Potências do Eixo. Em 15 de fevereiro de 1945, perto do fim da guerra, o Uruguai abandonou sua neutralidade e se juntou aos Aliados.

### Uzbequistão
O Uzbequistão fazia parte da União Soviética durante a Segunda Guerra Mundial. Veja a seção deste artigo na União Soviética.

### Vaticano
A Cidade do Vaticano, o menor país autônomo do mundo com 0.44 km2, permaneceu desocupada durante toda a guerra e sua pequena força militar não se envolveu em combate. Embora o Papa Pio XII alegadamente apoiasse os esforços de resistência em segredo, emitiu declarações públicas contra o racismo e tentou intermediar a paz antes do início da guerra total; como o cardeal Eugenio Pacelli, ele assinou o primeiro tratado negociado pela Alemanha Nazista quando chegou ao poder em 1933, o Reichskonkordat, em nome do Papa Pio XI (um tratado que permanece em vigor até hoje). A Cidade do Vaticano também estava vinculada ao Tratado de Latrão com a Itália, exigindo que o Vaticano e a Santa Sé permanecessem politicamente neutros, o que Pio XII procurou manter ao longo da guerra.

### Venezuela
Após o ataque a Pearl Harbor, a Venezuela rompeu relações diplomáticas com a Itália, Alemanha Nazista e o Japão e produziu vasto suprimento de petróleo para os Aliados. Manteve uma relativa neutralidade até os últimos anos de guerra, quando finalmente declarou guerra à Alemanha e as demais Potências do Eixo.

### Vietnã
Ver Invasão da Indochina Francesa.

### Zâmbia
A Zâmbia fazia parte da Rodésia do Norte durante a Segunda Guerra Mundial. Veja a seção deste artigo na Rodésia do Norte.

### Zimbabwe
O Zimbabwe fazia parte da Rodésia do Sul durante a Segunda Guerra Mundial. Veja a seção deste artigo na Rodésia do Sul.